# Музей Вікторії та Альберта
Музей Вікторії й Альберта — великий музей декоративно-ужиткового мистецтва у Лондоні.
Музей Вікторії та Альберта (Лондон) займав 17-те місце в ТОП-20 музеїв світу за чисельністю відвідувань у допандемічному 2019 році за даними Theme Index and Museum Index 2022 (перше місце в ТОП-20 займав Лувр). Музей у 2019 році мав більш ніж 3,9 млн. відвідувань. Пандемія Covid-19 сильно вплинула на відвідування – у 2020 році кількість відвідувачів становила 0,9 млн. осіб, у 2021 році – 0,9 млн. У 2022 році стан справ покращився, відбулося певне відновлення інтересу до експозицій Victoria & Albert Museum, кількість відвідувань збільшилась до 2,4 млн.

## Заснування музею
Заснований у 1852-му — наступного року після того, як у Лондоні пройшла перша «Всесвітня виставка виробів промисловості всіх націй». Музей названо на честь тодішньої королеви Великої Британії та її чоловіка, принца Альберта. Пихата звичка аристократів зватися лише за іменами переслідувала мету затвердження своєї широкої відомості тоді і на майбутнє і виявлена в назві музею, що не відповідає характеру музейної збірки. Правляча династія ніякого відношення до створення предметів ужиткового мистецтва не мала.
Це була перша в історії Всесвітня виставка, після тріумфального завершення якої аналогічні експозиції стали відкриватися й в інших містах Європи. Усього протягом XIX століття їх було проведено 40, включаючи Паризьку виставку в 1889 році, до якої, зокрема, було присвячене зведення Ейфелевої вежі. Проходять такі виставки й у наш час — за назвою EXPO.

## Ілюзія європейського всезнайства

Медаль «Шлях на Голгофу», Німеччина (?), 1420 р. золото Музей Вікторії й Альберта, Лондон.

А тоді, в 1851-му, тисячі предметів ужиткового мистецтва й дизайну були звезені майже з усього світу й виставлені в спеціально побудованому на території Гайд-парку Кришталевому палаці (пізніше зруйнованому в пожежі). Успіх був приголомшливим. Відтепер саме в ужитковому мистецтві й дизайні народжувалися нові стилі й напрями — еклектика, модерн, Арт Деко. Нечуваний успіх виставки вразив і англійське художнє співтовариство, і в результаті на берегах Туманного Альбіону почалася широкомасштабна дискусія про необхідність створення спеціального музею ужиткового мистецтва різних епох і країн. У цьому відбилися не тільки нова мода на дизайн, але й дедалі зростаюча пристрасть людей другої половини XIX сторіччя до такого явища, як музей (перші публічні музеї з'явилися в Європі в 1820-ті роки), і до історії взагалі. XIX сторіччя часто називають епохою історизму або еклектики, часом, коли з'явилися такі поняття, як неоготика, неоренессанс, неорюс, орієнталізм. Європейські міста досить швидко перетворювалися в еклектичні за своєю архітектурою мегаполіси — європеєць почувався людиною світу, космополітом, який гордо демонструє своє знання історії минулих епох і взагалі всього закордонного, що було ілюзією.
У Західній Європі ще майже не знайомі з Японією. А від 1852 року до реформи Мейдзі 1868 року пройде 16 років, коли зачинена для європейців країна нарешті відкриє для них свої кордони. Поверхневим і неглибоким залишалося знайомство Європи і з Російською імперією, країнами ісламу також. Неприємні сюрпризи поверхневого знання ще попереду.

## Особливості англійських колекцій
Якщо парижани чи мадридці живуть прилюдно, на вулицях, у садах і кафе, англійці живуть вдома. Саме там і зосереджені їхні колекції. Давня традиція освітніх і приватних подорожей на континент у багатих верств населення закінчувалась придбанням іноземних картин, гравюр, старожитностей і антикваріату тощо. Саме тому в багатій Британії були задовго до заснування Музею Вікторії і Альберта зосереджені значні (музейного значення) історичні, мистецькі й ужиткові колекції світового значення. Частково вони і стануть надбанням новоствореного музею, частково залишаються в приватній власності досі.
На збереження мистецьких колекцій працювали зусилля влади з усунення громадянських воєн і руйнівних заворушень на власних територіях і відсутність значних суспільних конфліктів упродовж останніх 350–400 років.

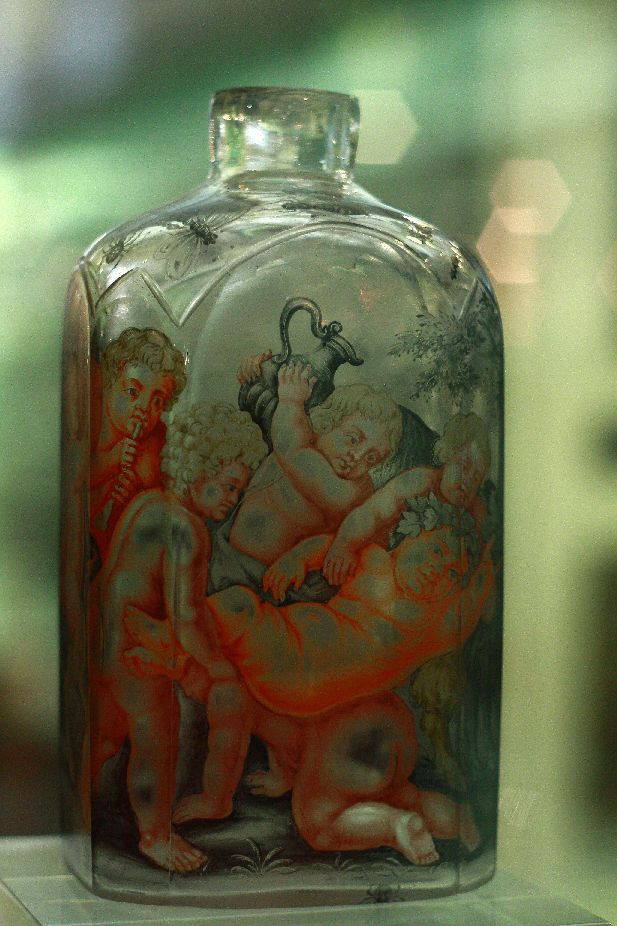
Пляшка з розписом емалями, скло, 1730 р., Чехія, декоратор Ігнац Прейслер
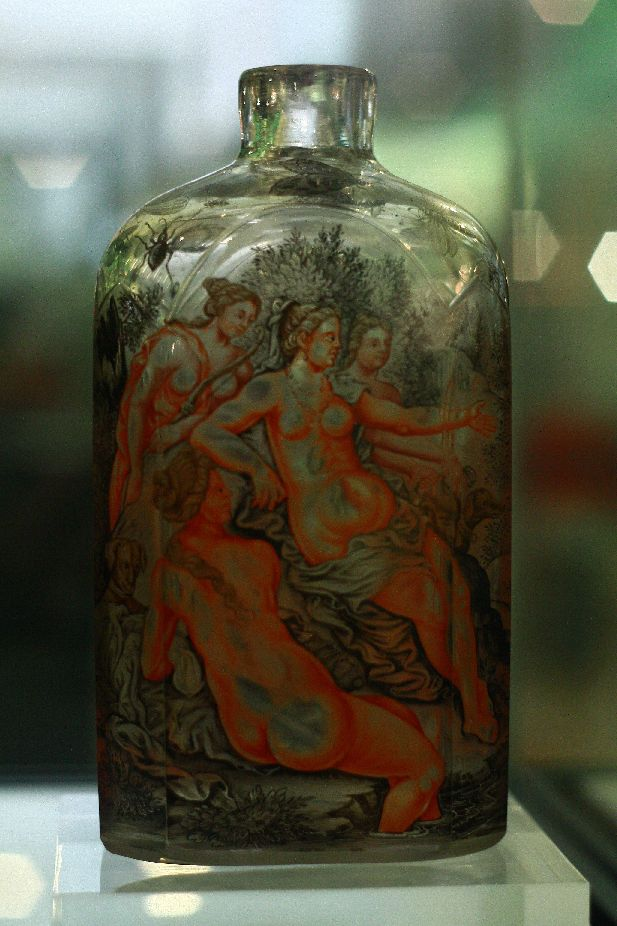
Пляшка, розписи емалями, скло, 1730, декоратор Ігнац Прейслер з Богемії
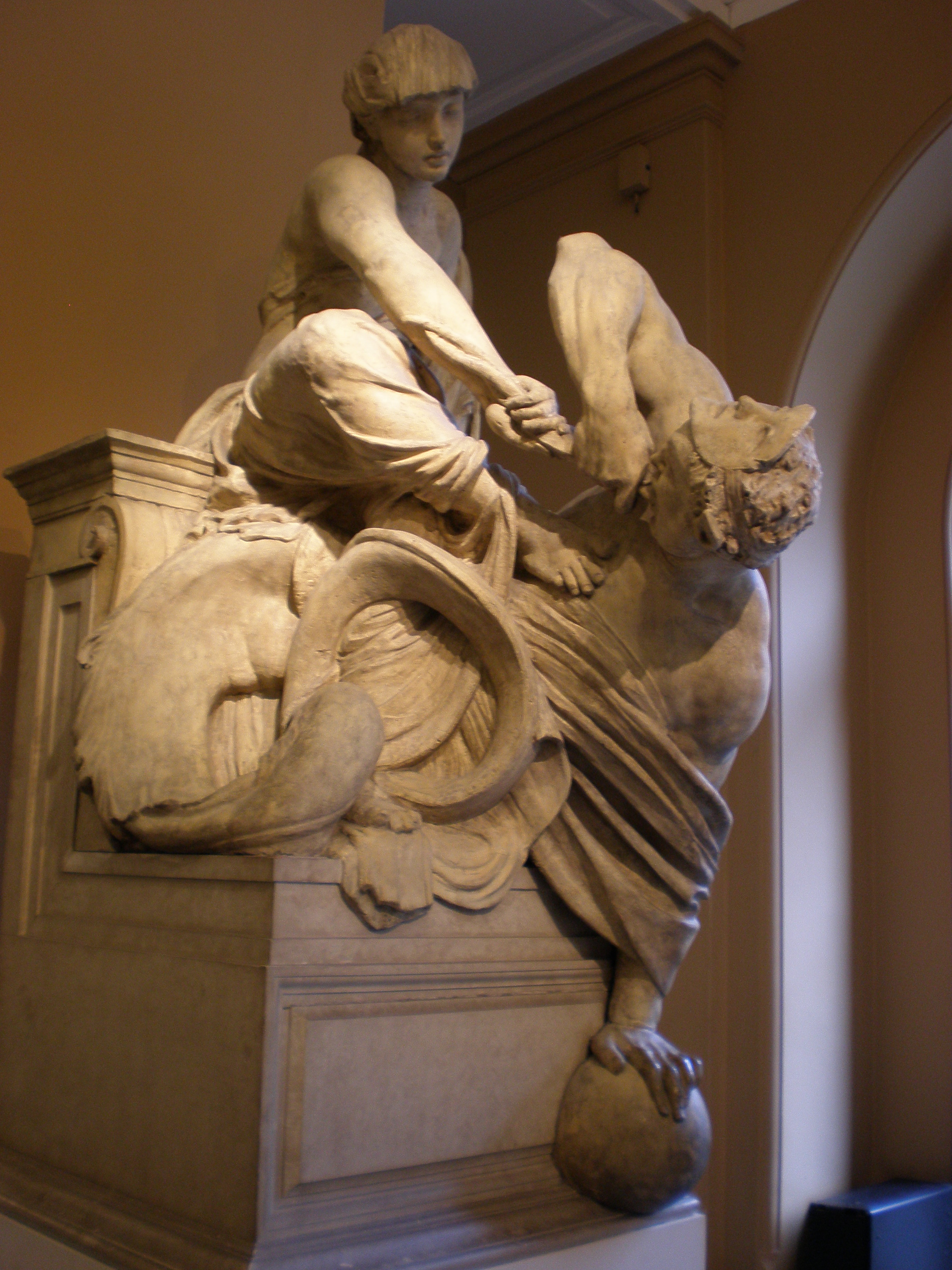
Правда і Кривда, модель монумента Велінгтону, скульптор Альфред Стевенс (1817–1875)
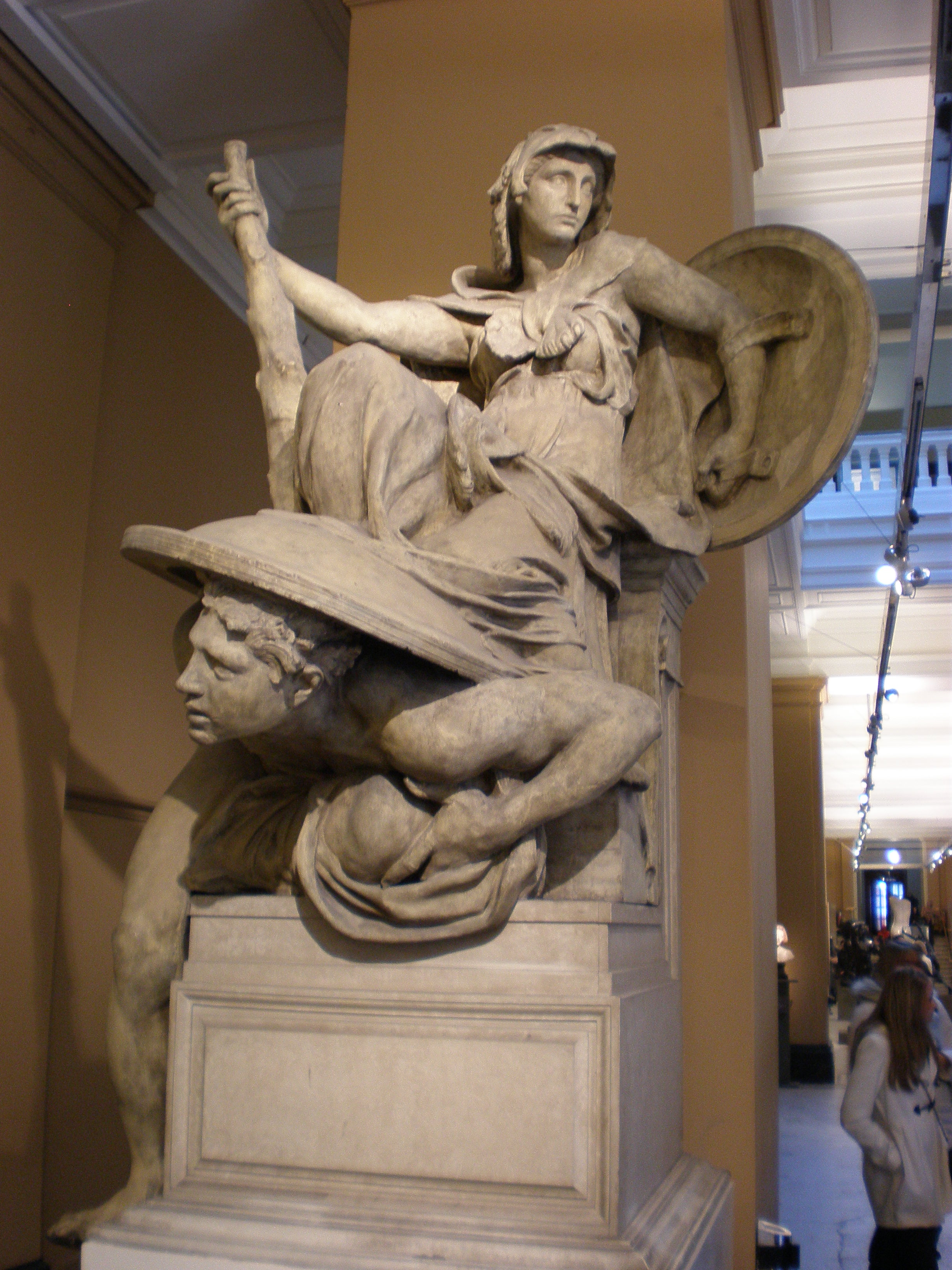
Мужність і Підступність, модель монументу Велінгтону, скульптор Альфред Стевенс (1817–1875)
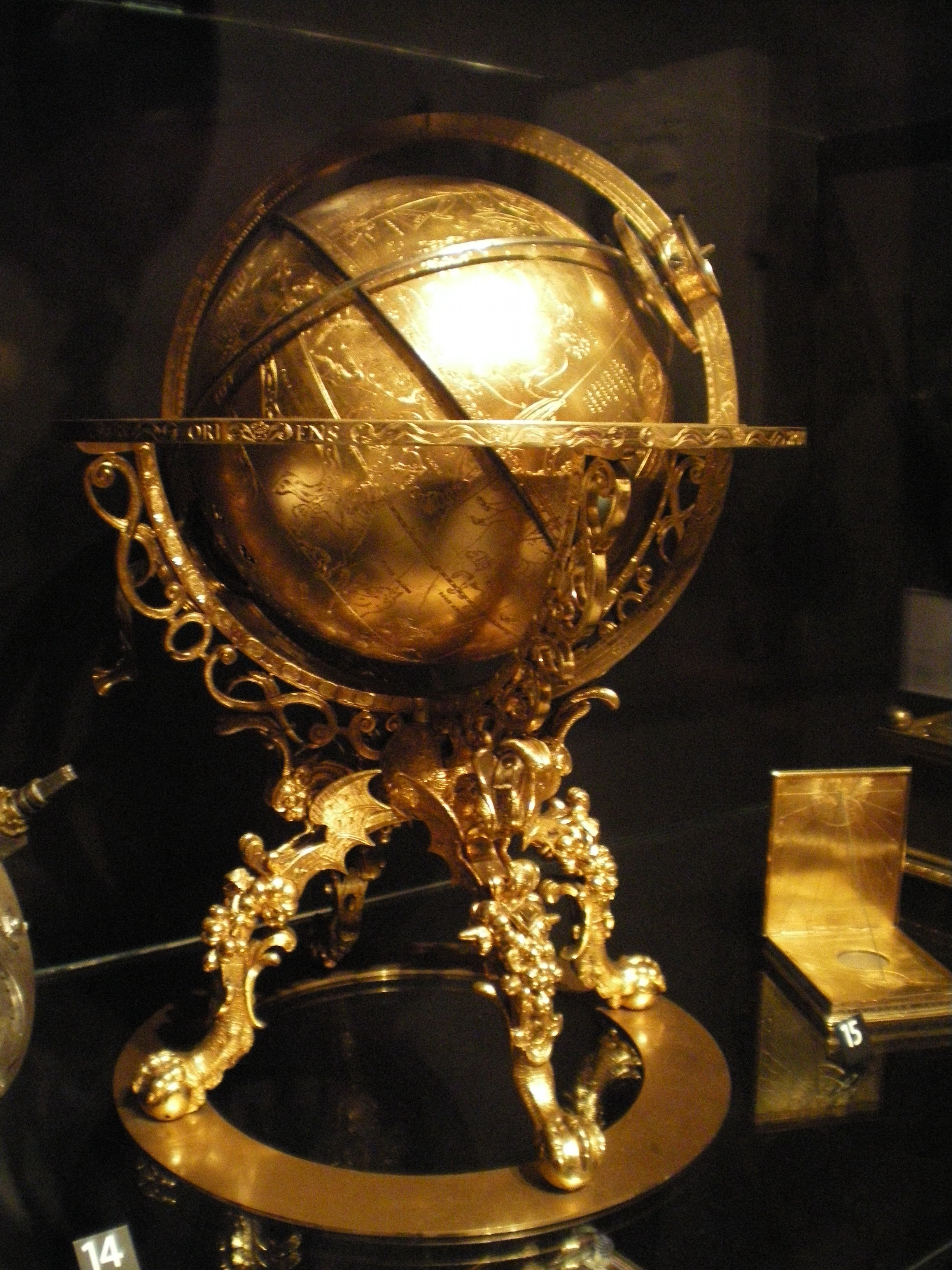
Золочений глобус, кінець 16 ст., Аугсбург, Німеччина
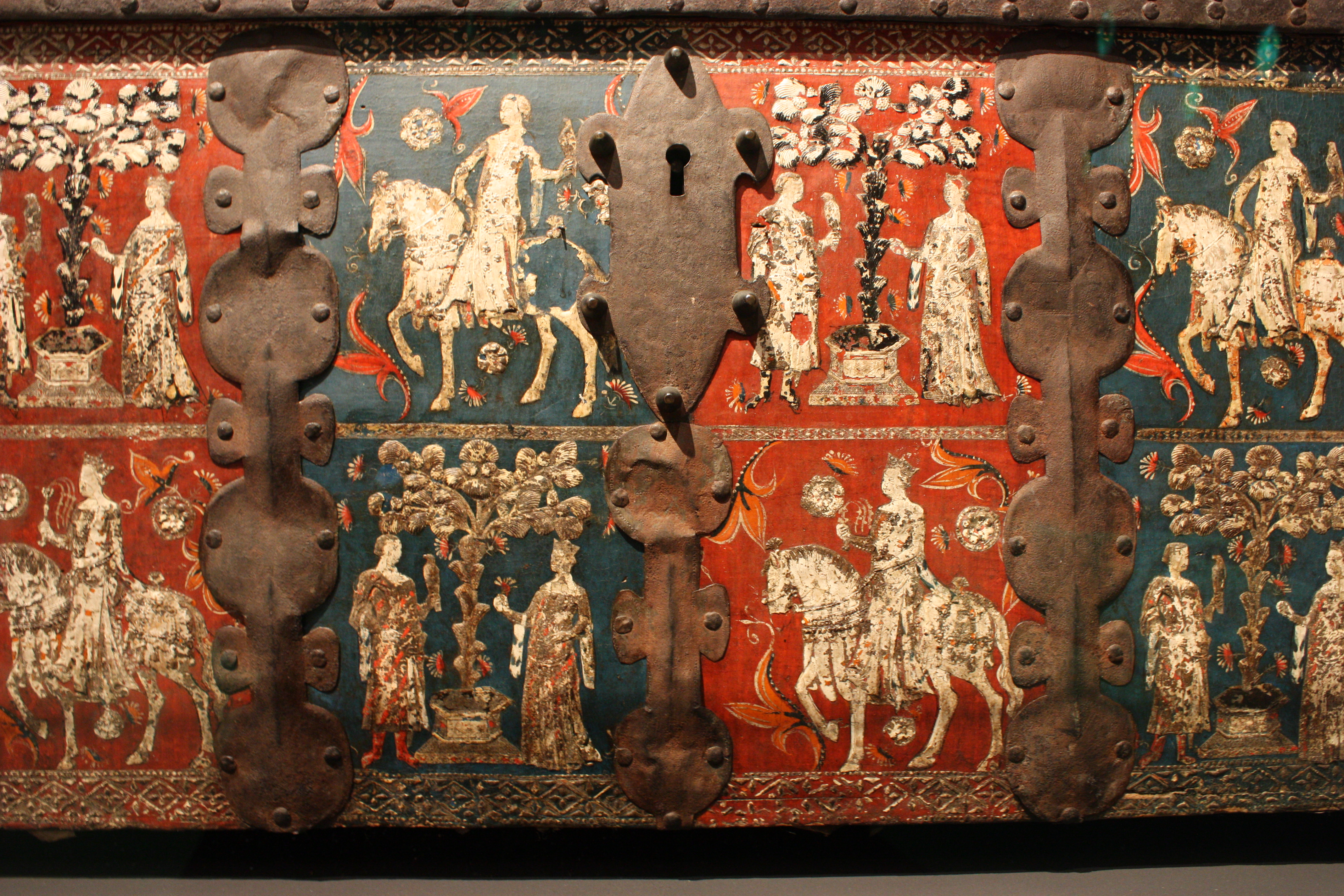
Весільна скриня, 14 ст. Італія.
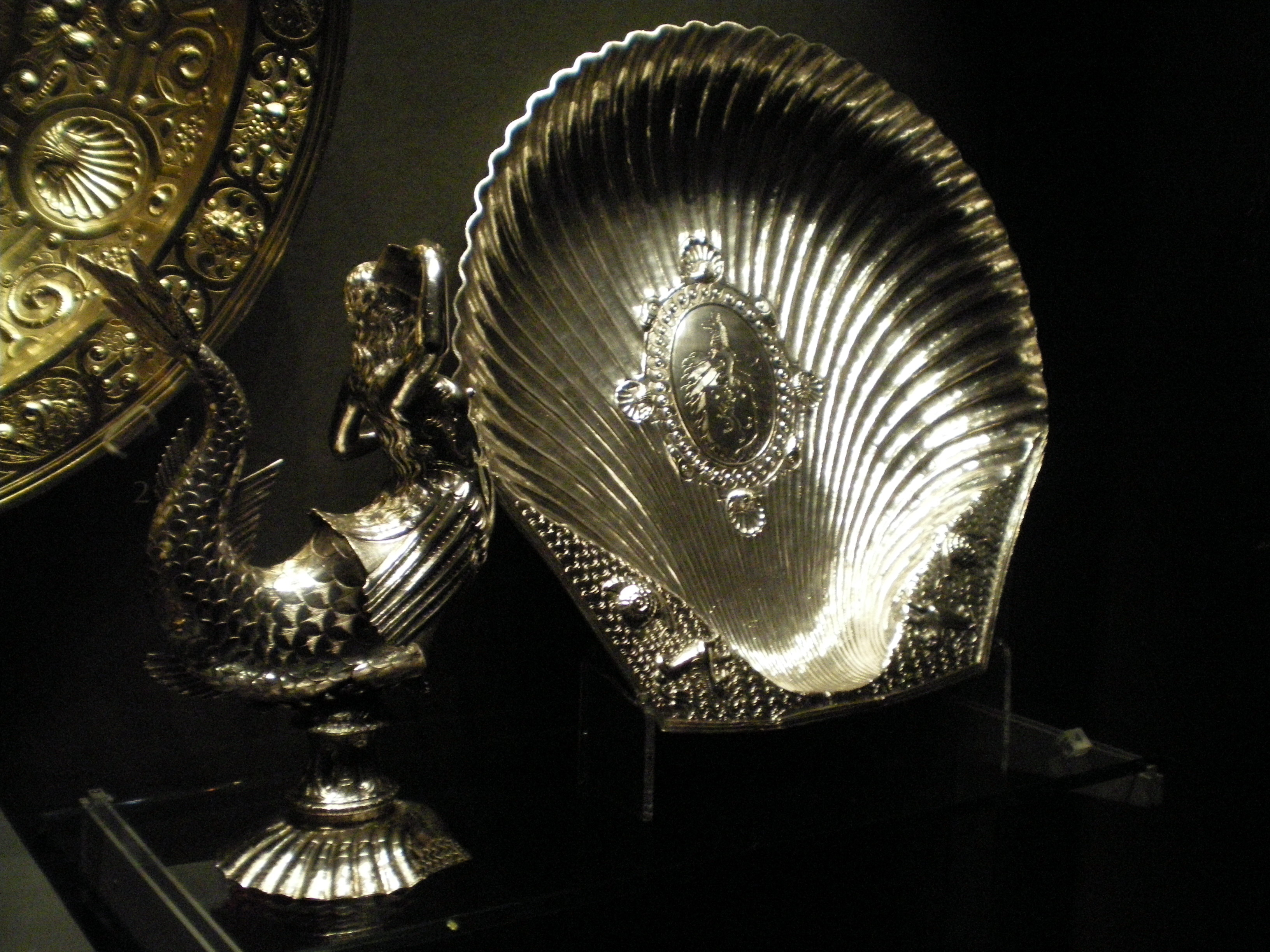
Англійське срібло, можливо Тамас Вільсон, 1610–1611 рр.
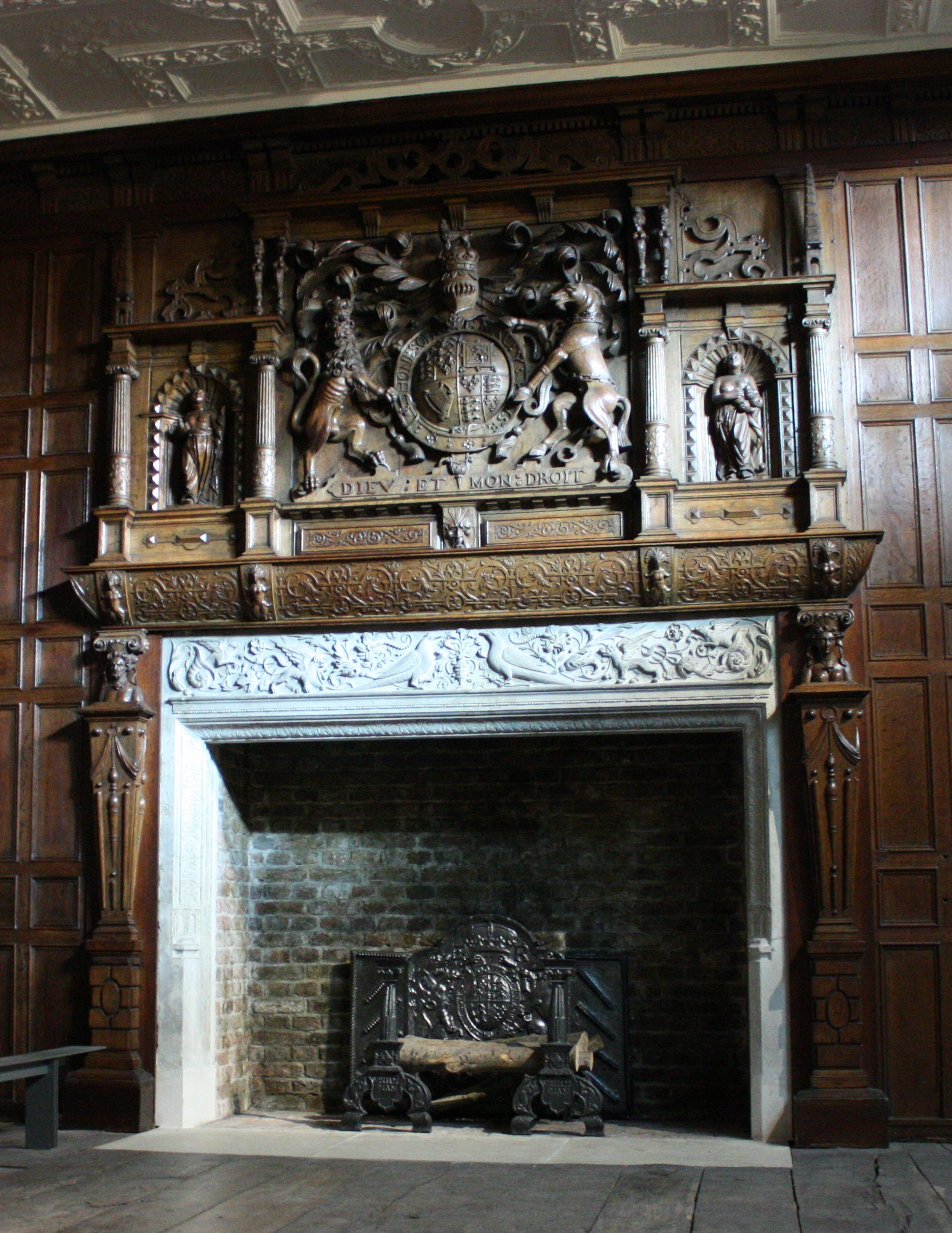
Камін 16 ст, Сассекс, Англія

## Музей на першому етапі існування

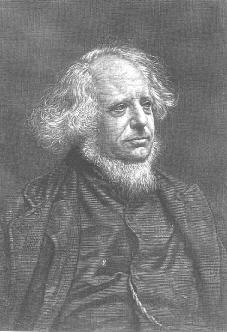
Генрі Коул

Первісна назва закладу — Музей виробників. Його розмістили спочатку в Мальборо-хаус, потім в Сомерсет Хаус, де мешкала Королівська академія мистецтв. Перший директор музею — Генрі Коул (1808–1882). Він і став ініціатором придбання речей ужиткового мистецтва (і науки) з виставки.
Музей не збирав первісну колекцію. Країнам учасницям не повертали експонати Всесвітньої виставки і Лондон одномоментно став власником чудової збірки, яку залишалося лише доповнювати.
Розпочалися клопотання по проектуванню власного приміщення. І лише у червні 1857 р. новий музейний заклад урочисто відкрила Королева Вікторія. Нововведенням було використання газового освітлення, що давало змогу ознайомлення з експонатами широких верств населення і ремісників. Мета — стимуляція власного, британського виробництва. Тому в музейний заклад перейшла і лондонська школа малюнка (тобто дизайну), яка пізніше стане Королівським коледжем мистецтв і здобуде самостійність лише у 1949 р. До 1880 рр. наукові колекції були виведені окремо. Засновано Музей наук з власним директором.
Назву Музей Вікторії і Альберта заклад отримав лише у 1899 р. (Принц Альберт помер ще у 1861 р., Вікторія — у січні 1901-го).

## Період 1900–1950 рр. і пізніше

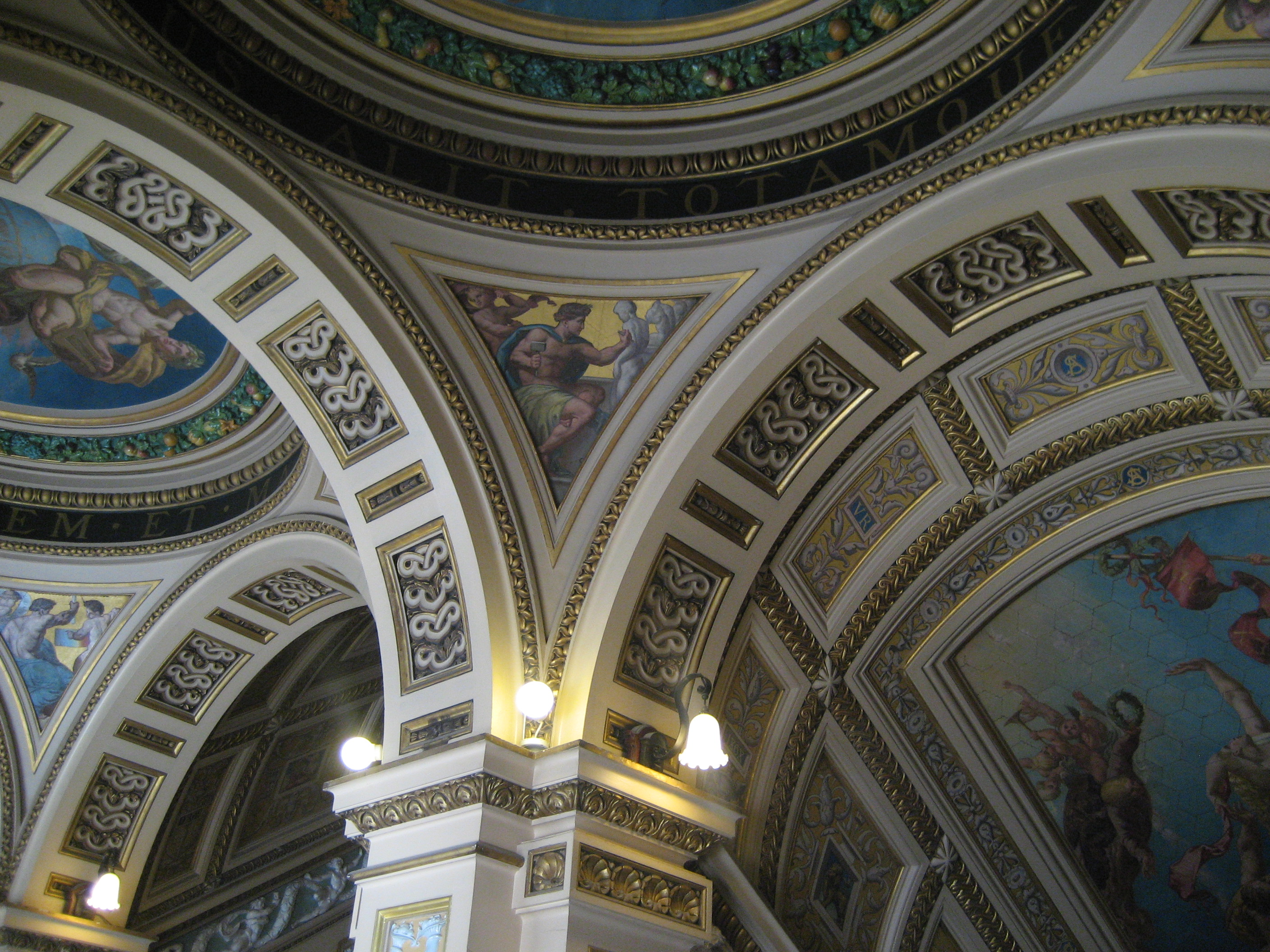

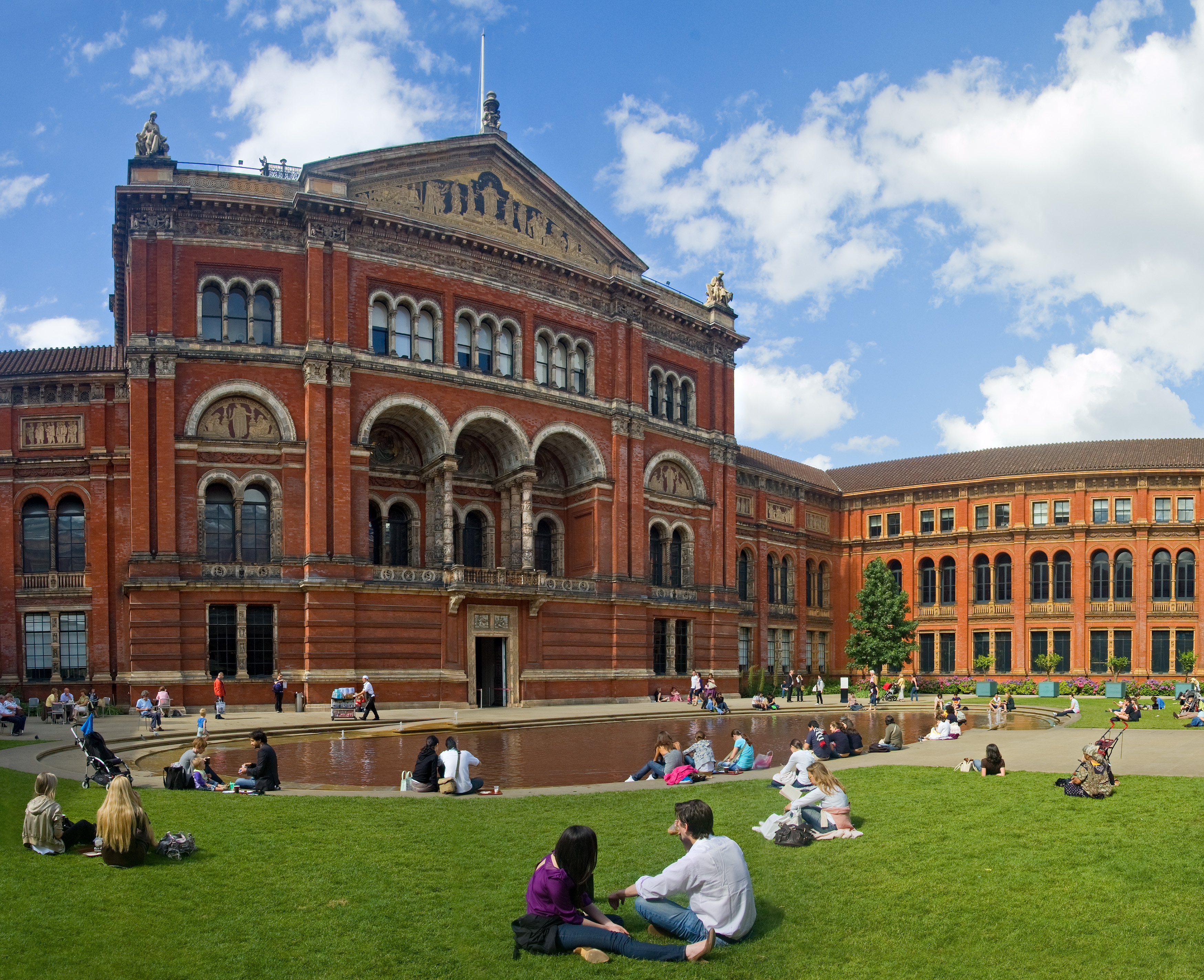

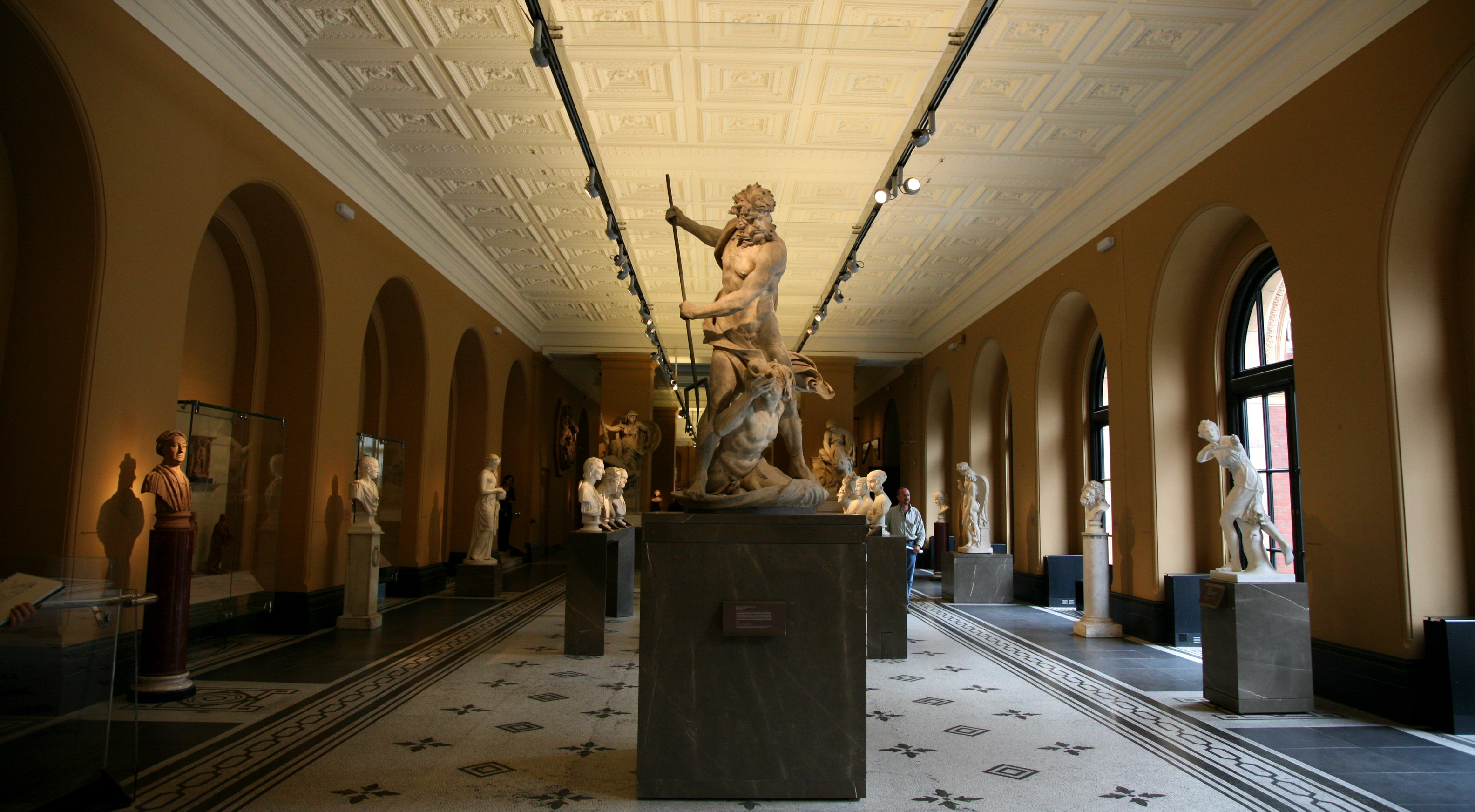
Галерея скульптур

Музей розташований у районі Південний Кенсінгтон. Будівлі перебудовувались, розбирались і доповнювались. Музейне приміщення доопрацьовували архітектори Френсіс Фоук, Торнер, Вернон, Генрі Скотт та ін. Для оздоб були використані фрески, художній чавун, вітражі, мозаїки, кераміка. Архітектура і оздоби несуть усі ознаки історичних стилів і еклектики. 
У роки 2-ї світової війни експонати були евакуйовані і збережені, а будівлі музею, незважаючи на бомбардування Лондону, мали незначні пошкодження. Але музейні галереї втратили вітражі доби королеви Вікторії.
На 1960-ті роки прийшлися добудови приміщень бібліотеки по мистецтву. Розуміючи історичну і мистецьку вартість креслень архітектора, архітектурна графіка зібрана в бібліотеці. Частина музейних приміщень рано отримала електрику. Музей має кафе, лекційну залу, галереї для експозицій, магазини. Музей має 145 галерей для експозицій. Уже є новий план по добудовам на майбутнє.

## Колекції музею

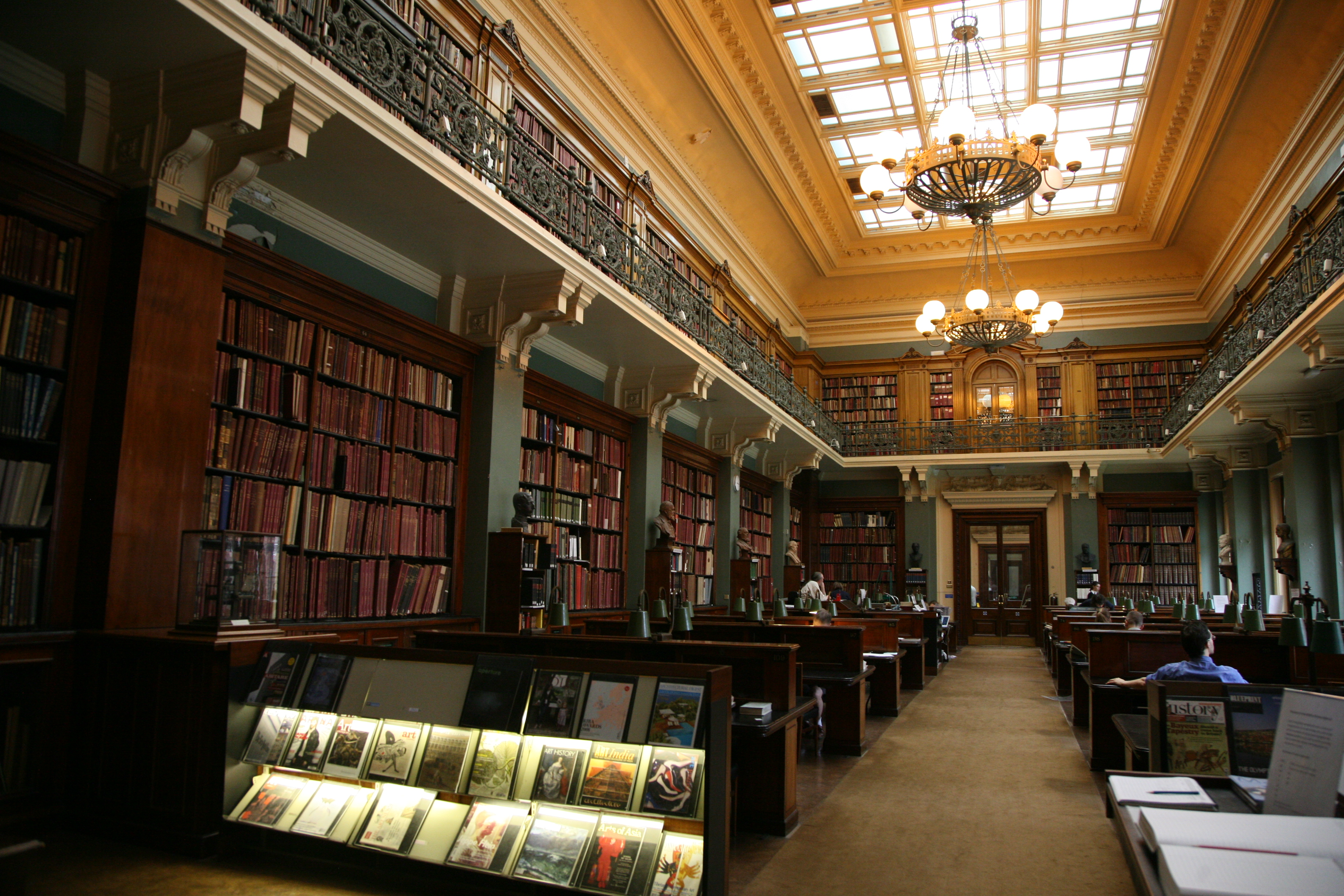
Музей Вікторії й Альберта

- Архітектурні фрагменти, гіпсові копії, моделі будівель
- Ужиткове мистецтво Азії
- Ужиткове мистецтво континентальної Європи від античності до сьогодення
- Ужиткове мистецтво Великої Британії
- Кераміка і порцеляна різних країн світу
- Історія моди і ювелірні вироби
- Меблі різних епох
- Вироби зі скла
- Метали і сплави
- Живопис і малюнок, російські ікони
- Фотографія
- Історія театру
- Текстиль
- Скульптура різних епох
- Графіка і книгодрукування
- Відділ реставрації і консервації
- Рекламний і освітній відділ

В цілому колекція музею містить 2,233,293 об'єкти (станом на 31 березня 2012 року):
- 1,180,172 музейних експонатів і творів мистецтва
- 1,052,312 предметів бібліотечного фонду (книги і періодика)
- 809 архівних колекцій (рукописи, листи тощо)

## Галерея

### Мистецтво Японії

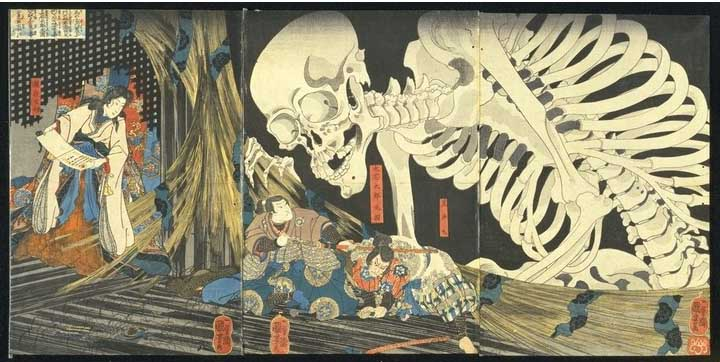
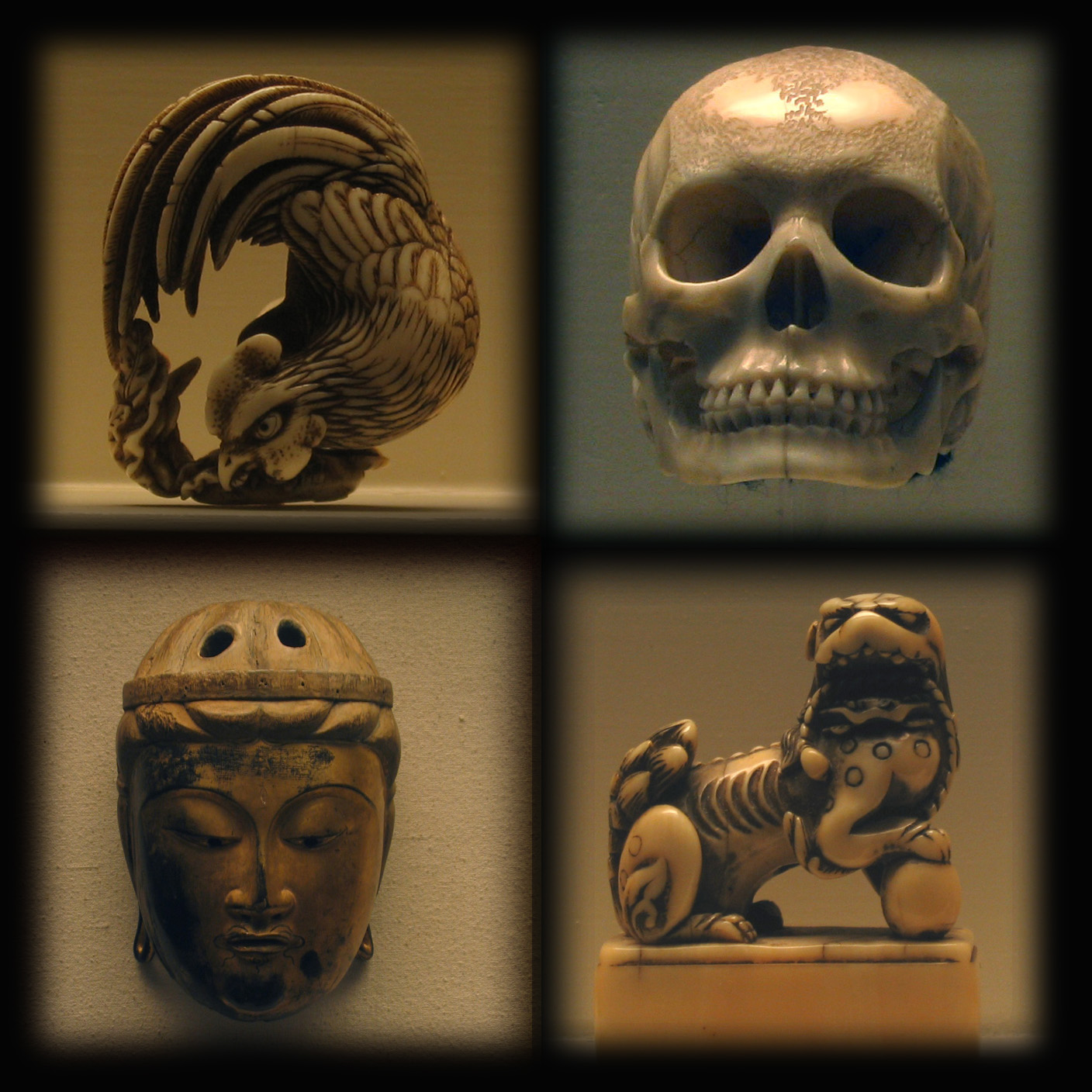
Колекція нецке (череп- нецке для азартних гравців)
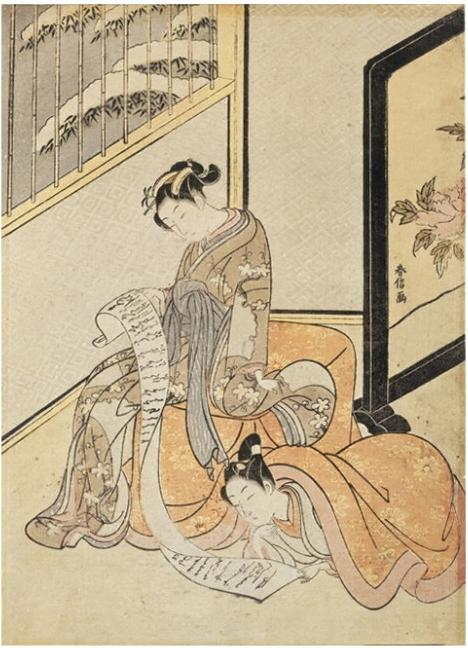
Гравер Харунобу

### Гравюри, малюнки

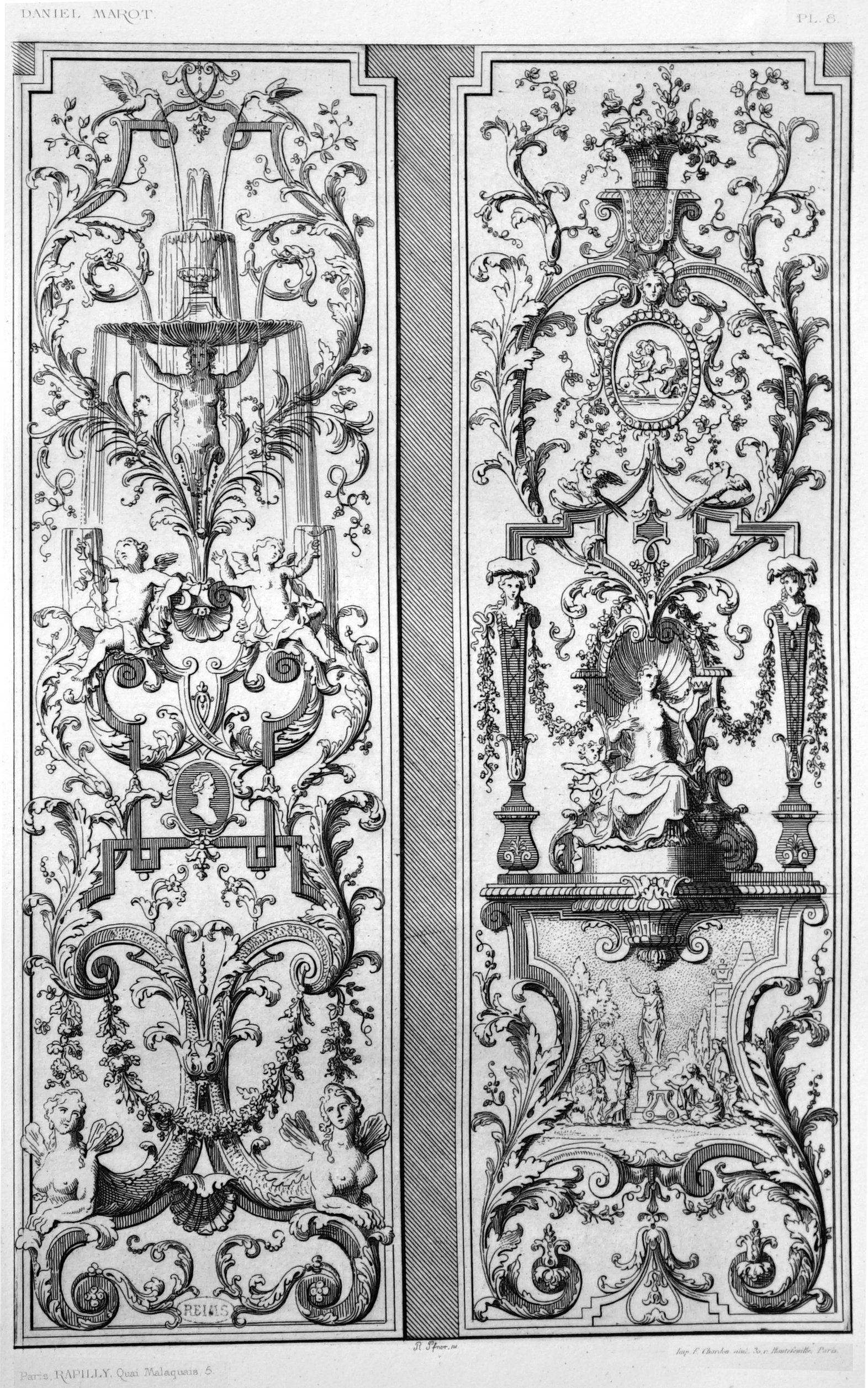
Даніель Маро. Офорт з двома різновидами орнамента, «Друга книга орнаментів, запропонованих Д. Маро» до 1712 р. Музей Вікторії й Альберта, Лондон

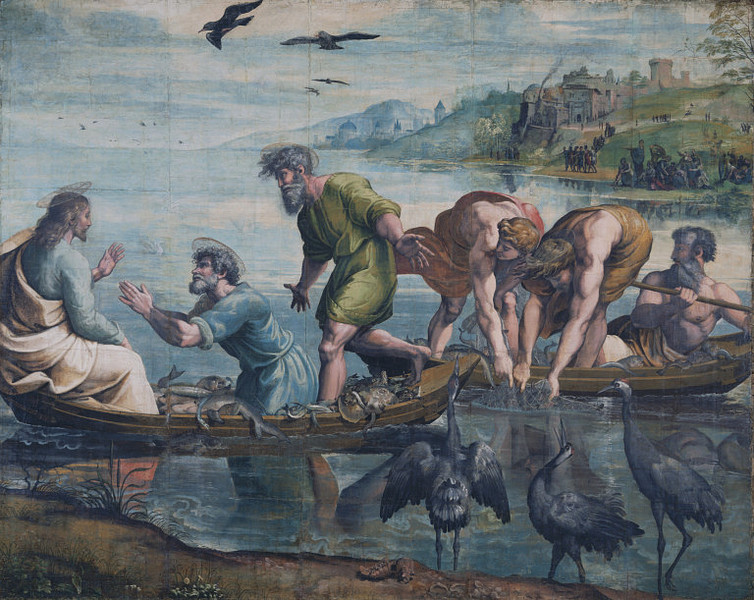
Рафаель Санті, картон до гобелену
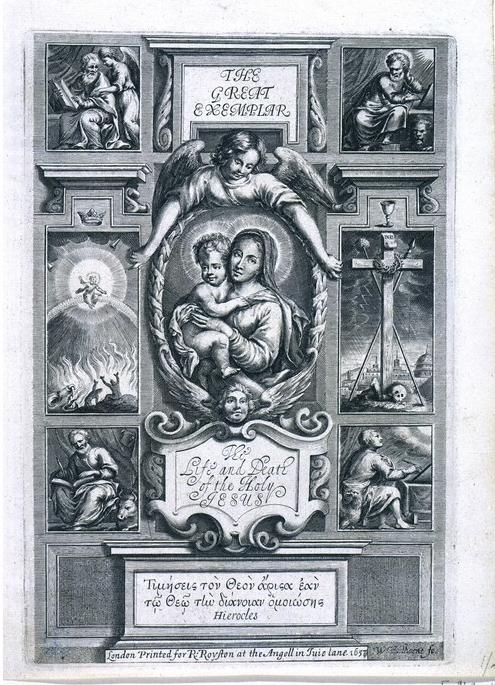
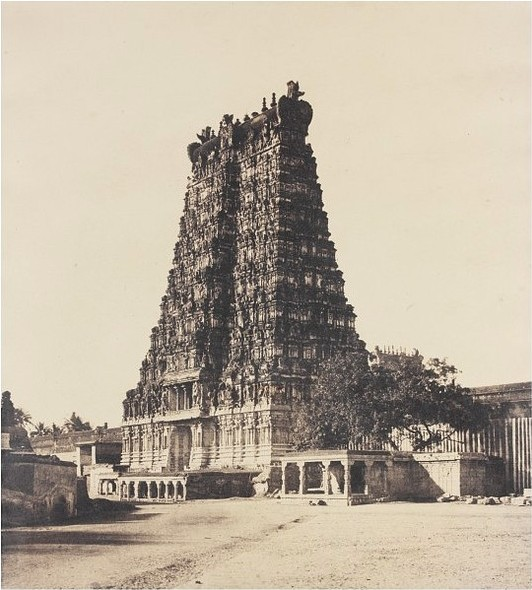
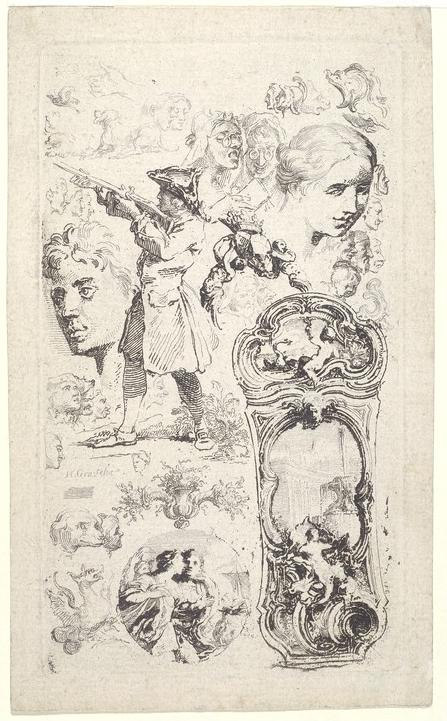

### Вітражі

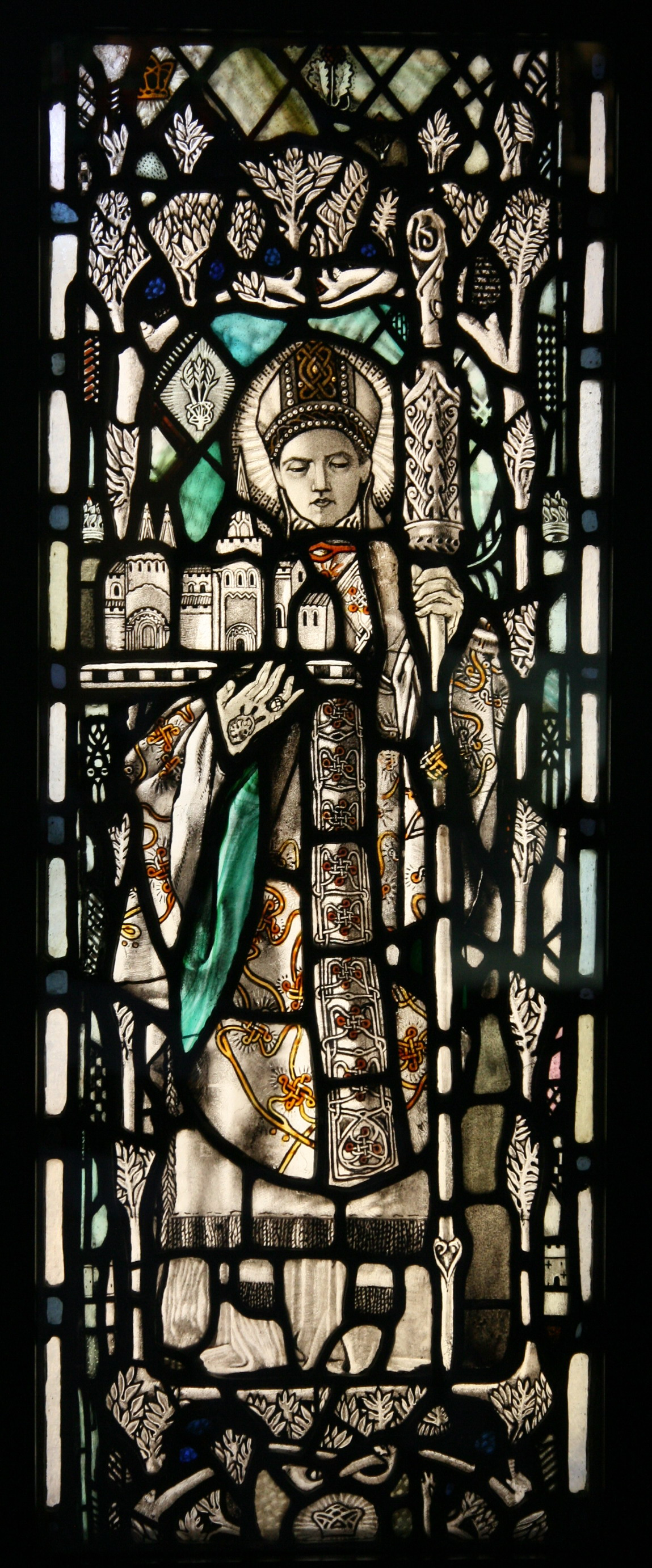
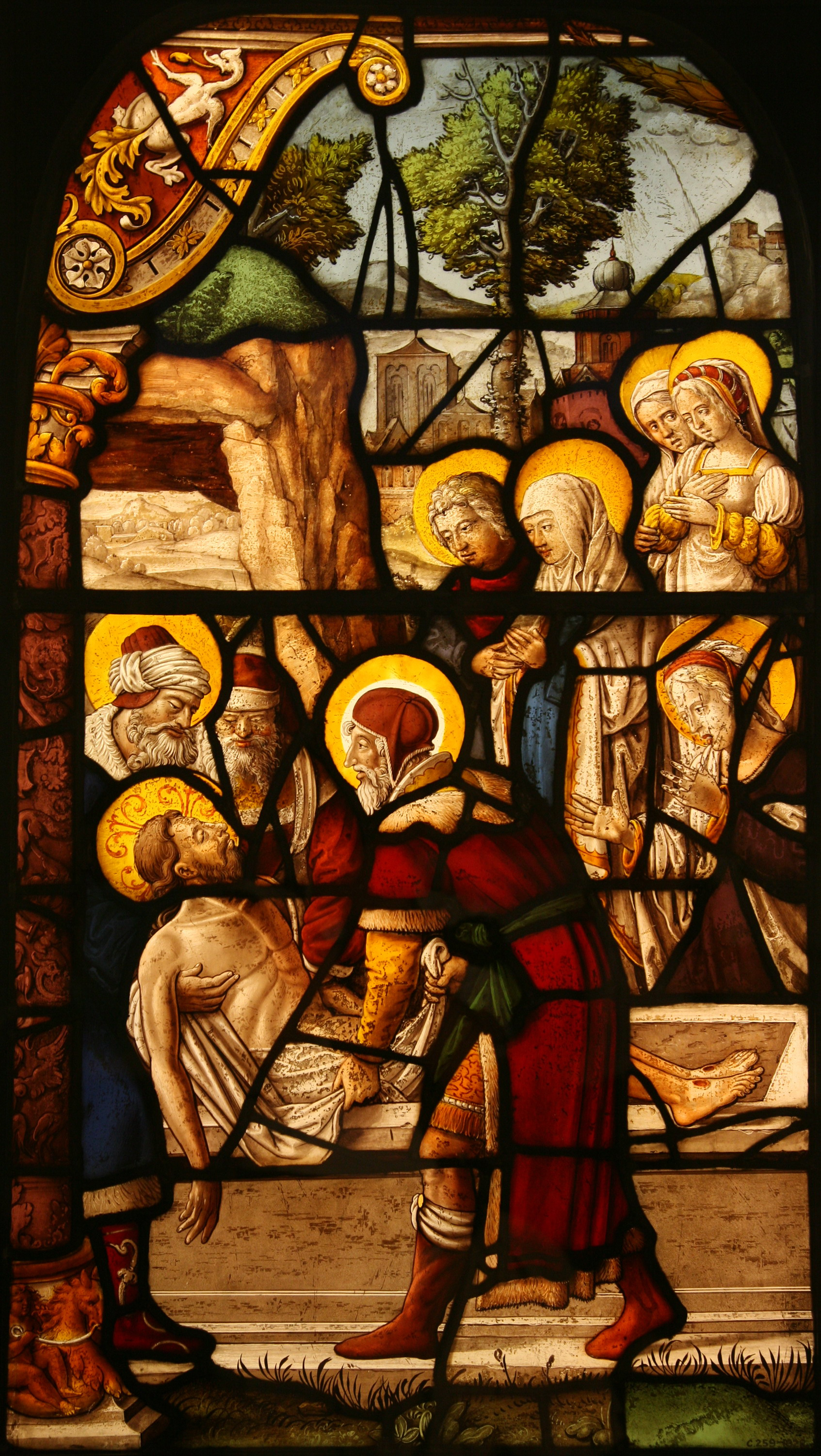
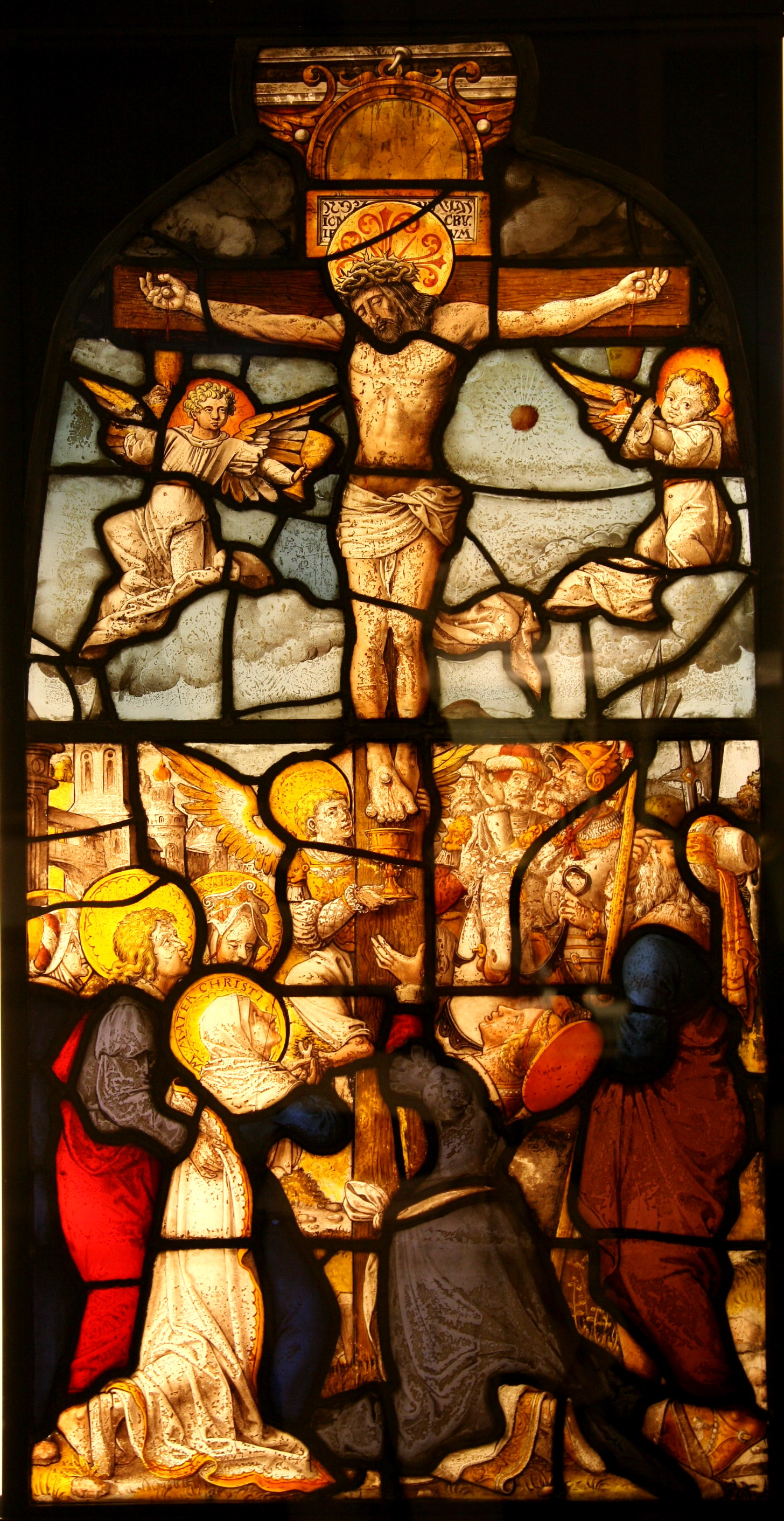
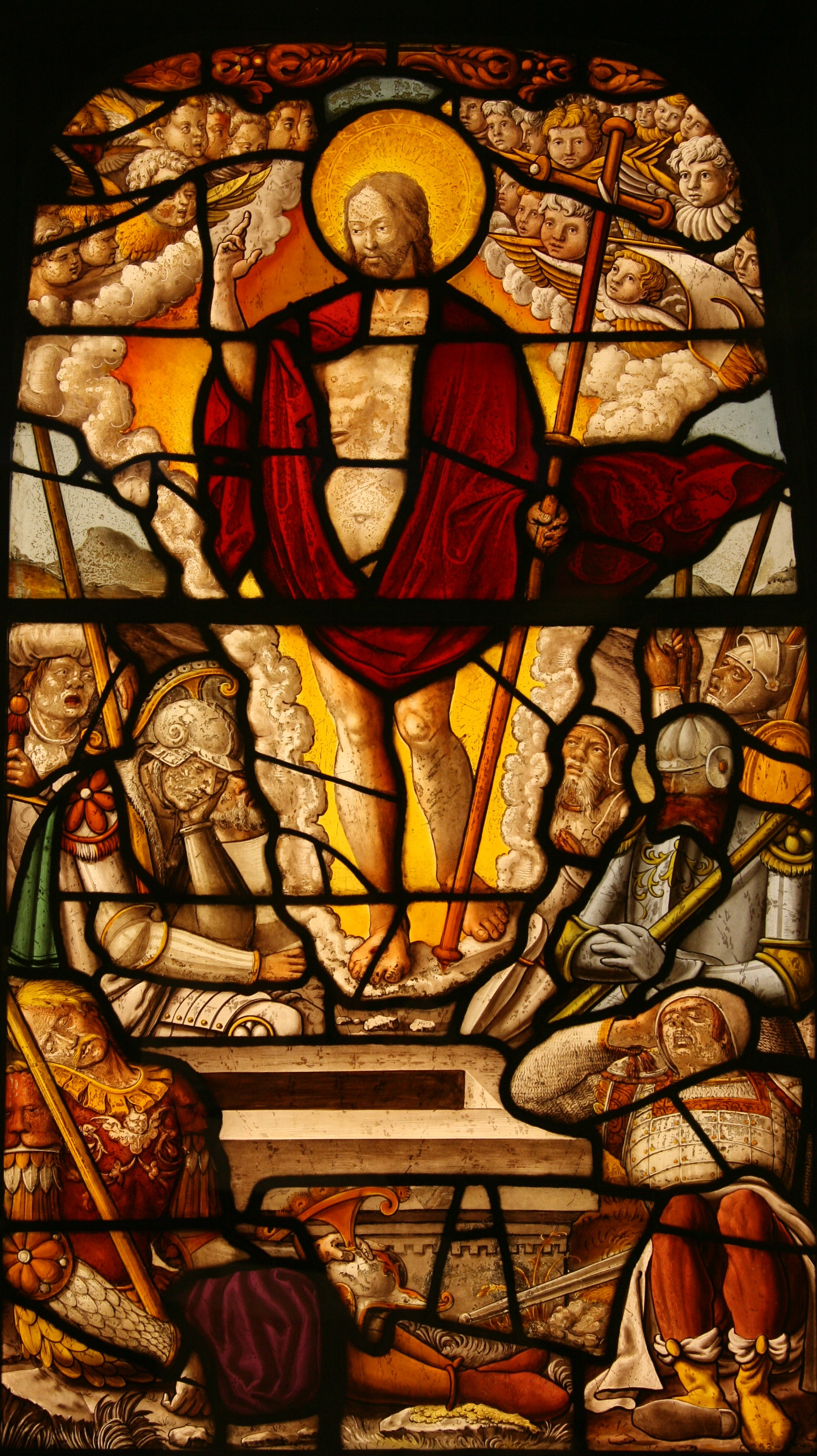

### Антикварні меблі

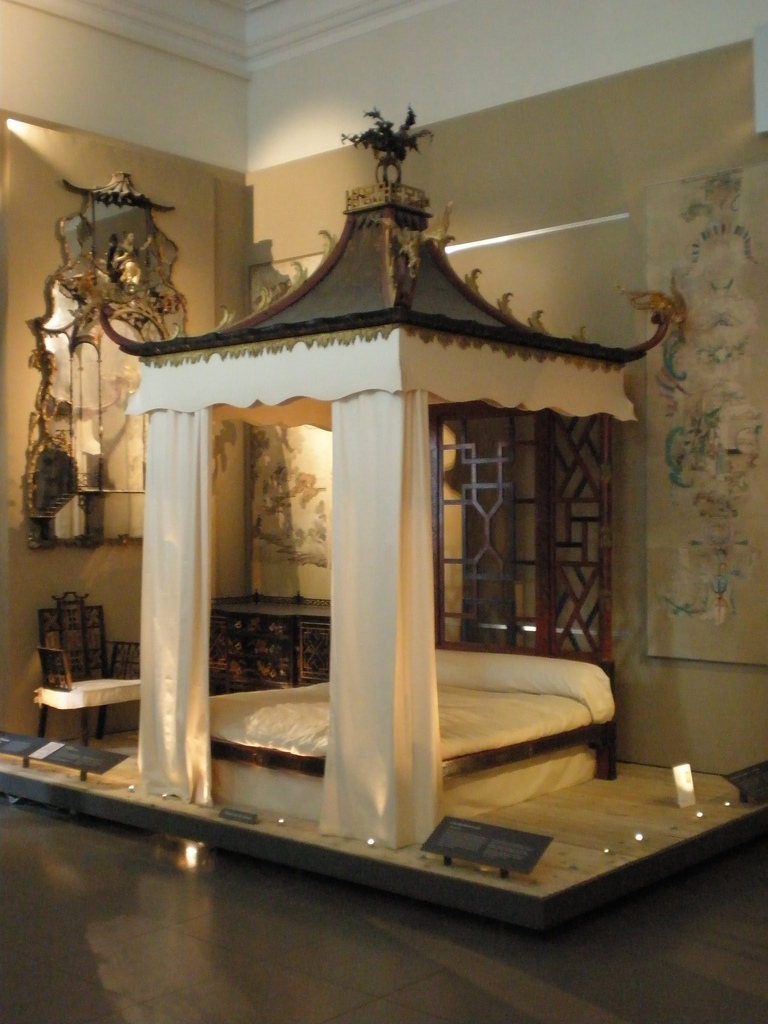
Ліжко в стилі шинуазрі, Англія. 18 ст.
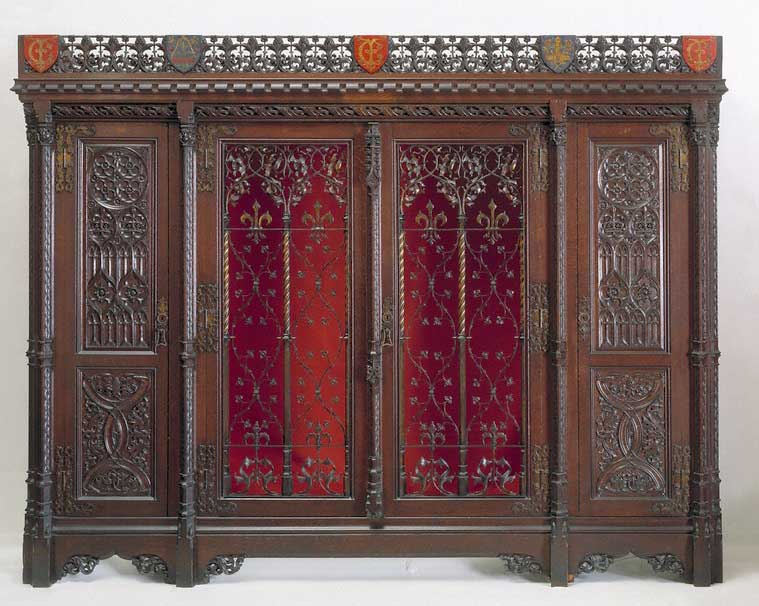
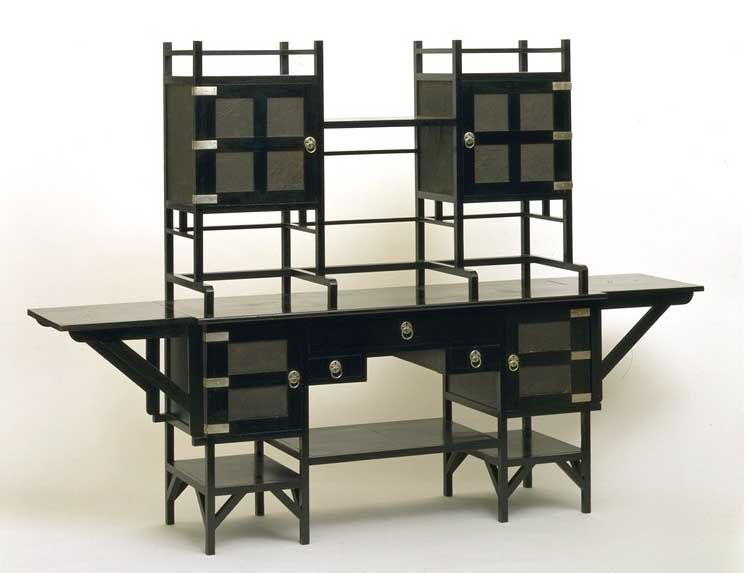
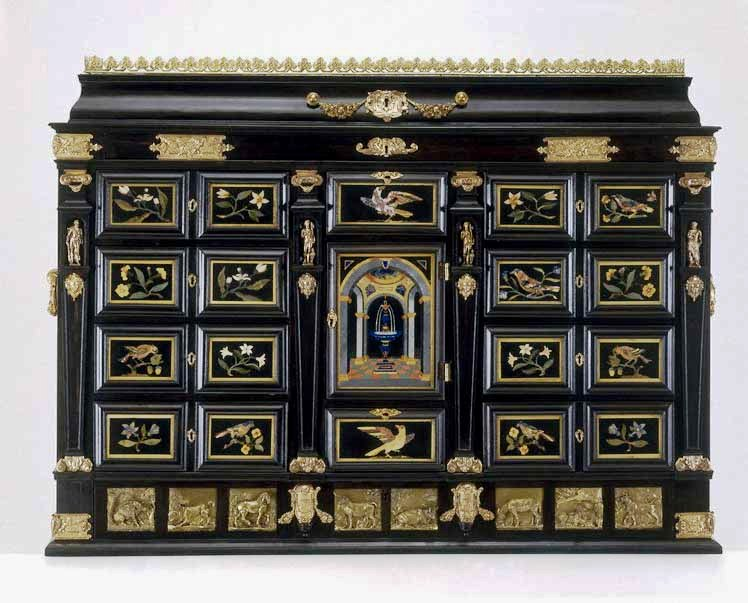

### Ювелірні вироби

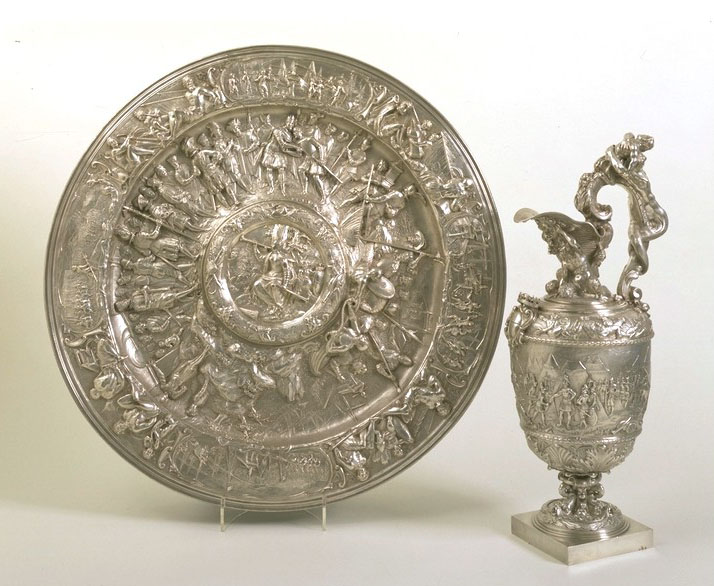
Срібні вироби доби маньєризму
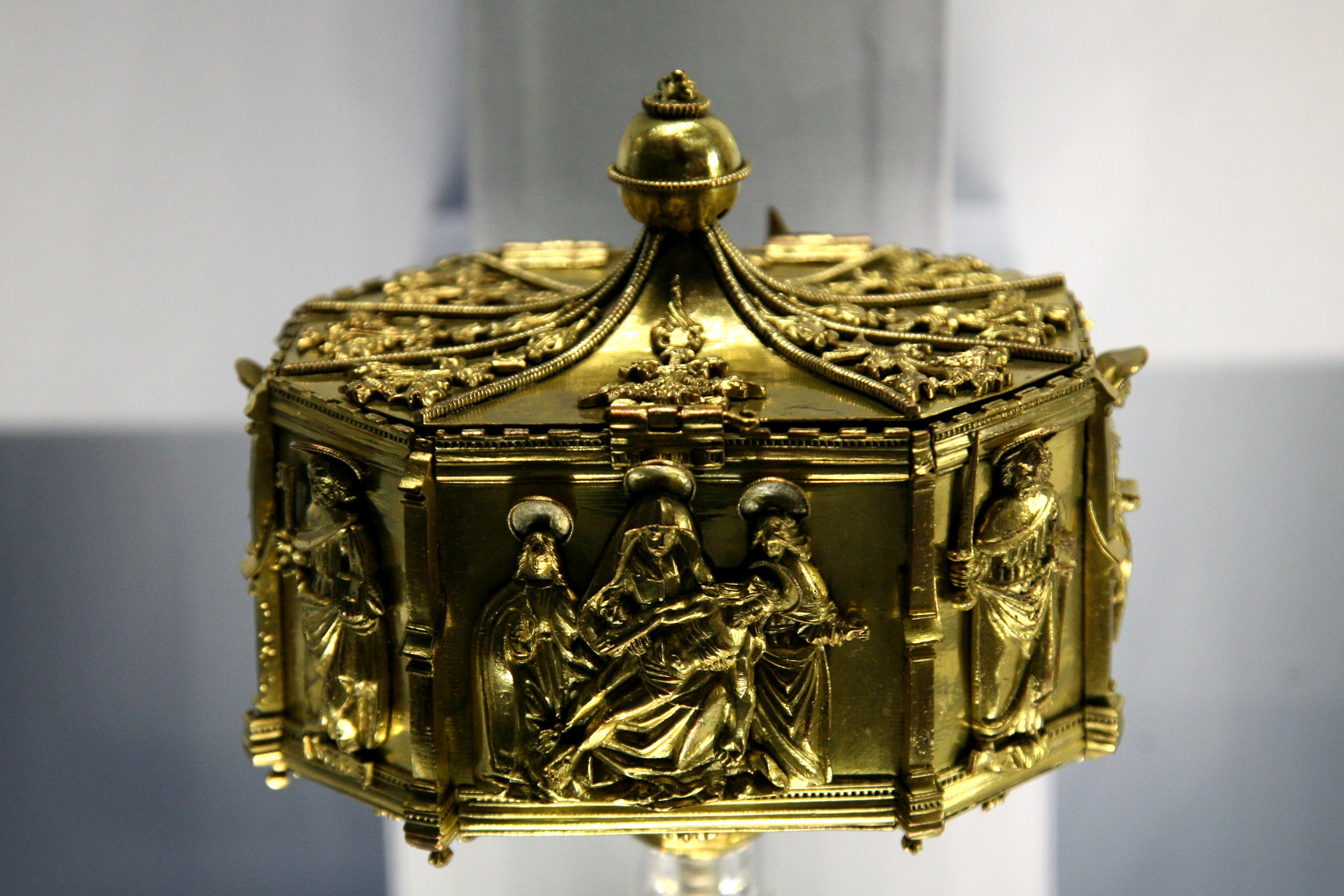
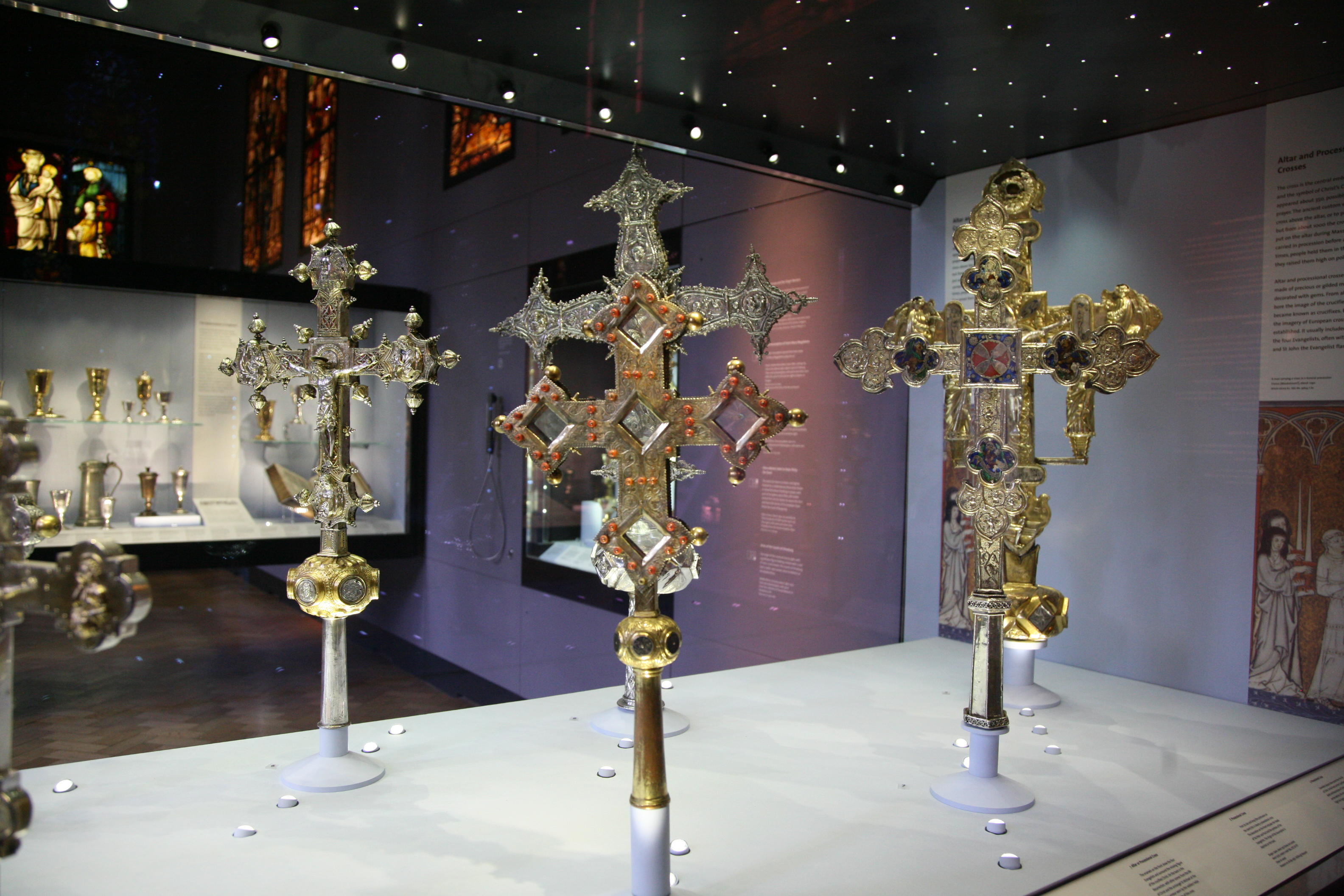
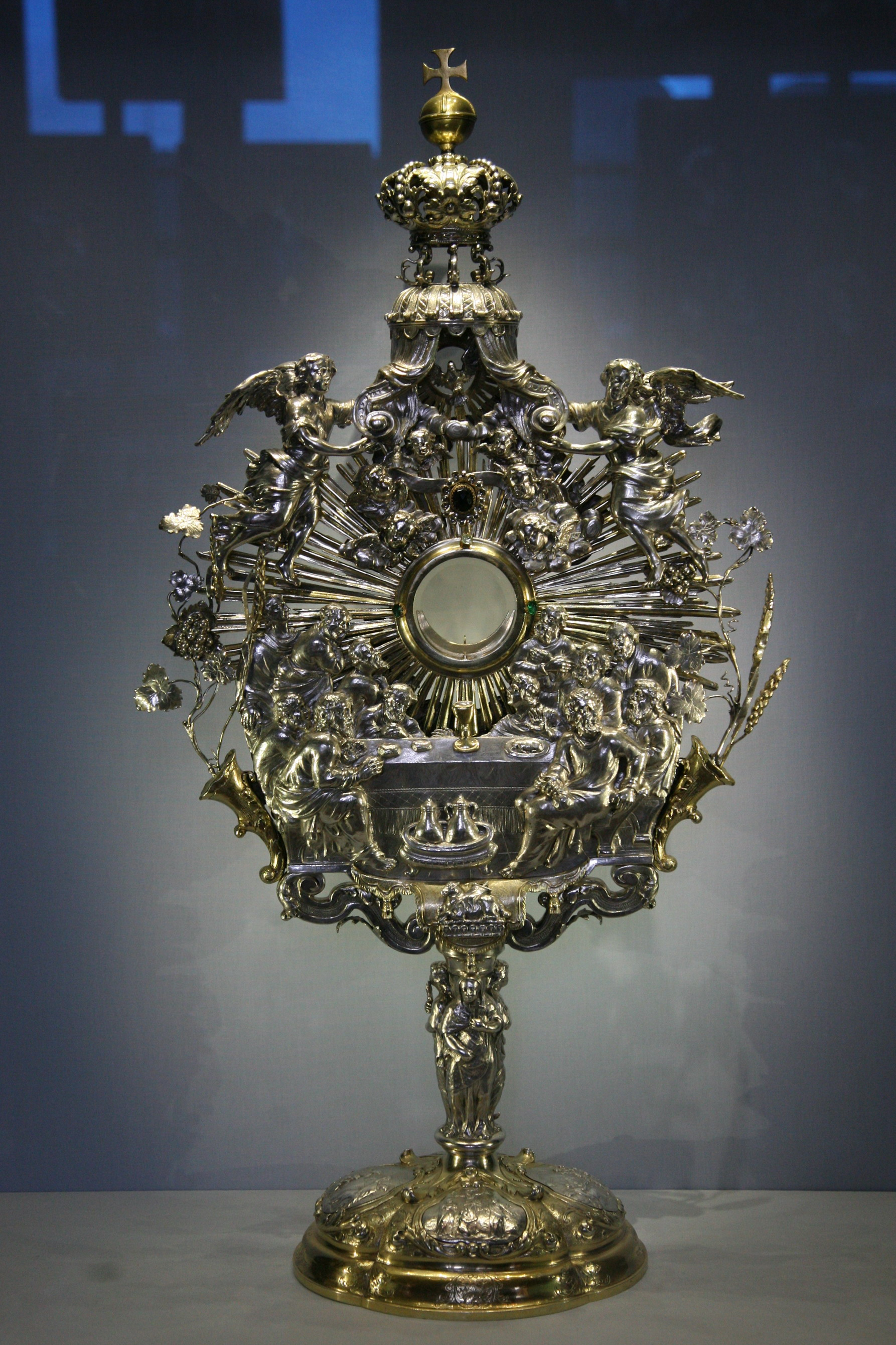
Золочене срібло, Аугсбург, 1705 р.

### Кераміка і порцеляна

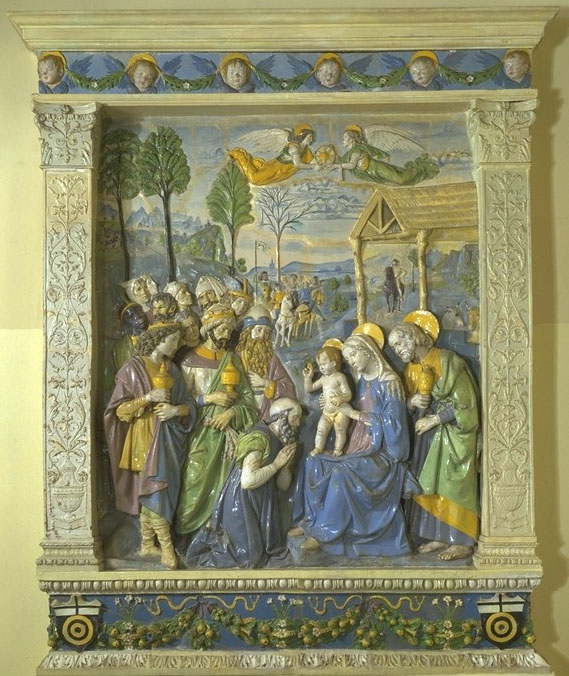
Фаянс Італії доби Відродження
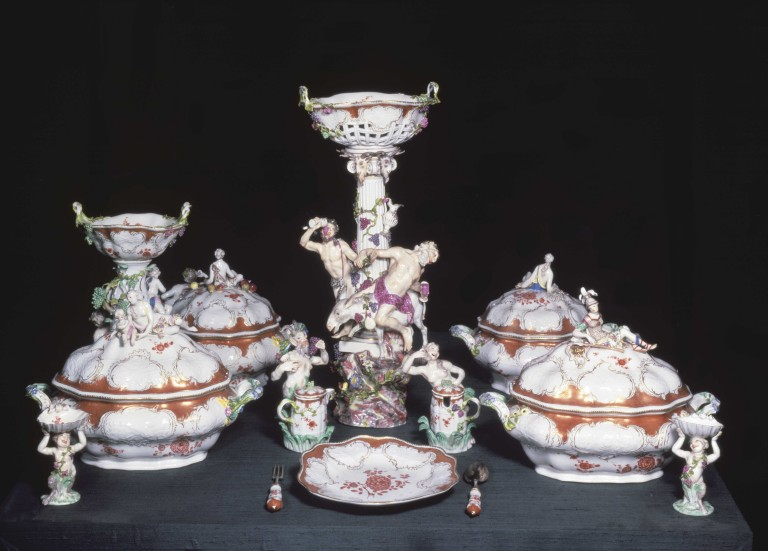
Порцеляна Мейсена
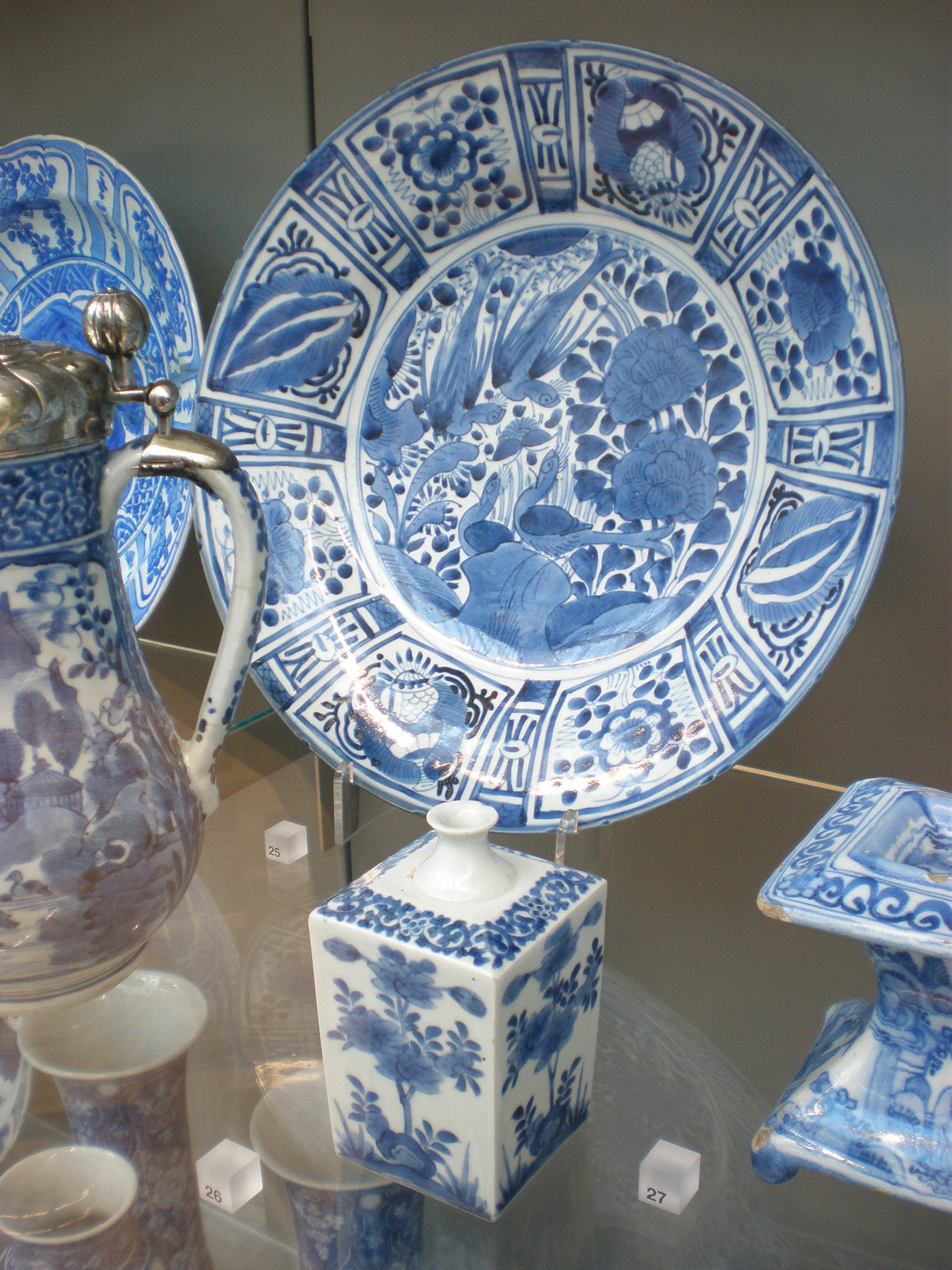
Порцеляна Японії
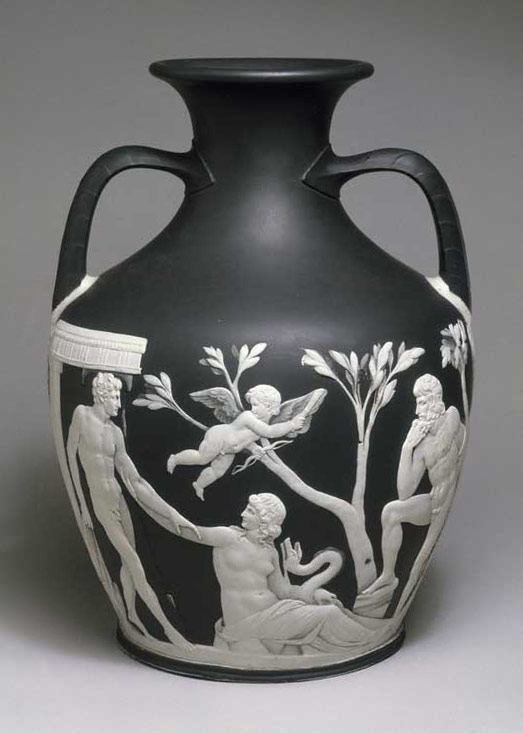
Англійська порцеяна Веджвуд

### Текстиль

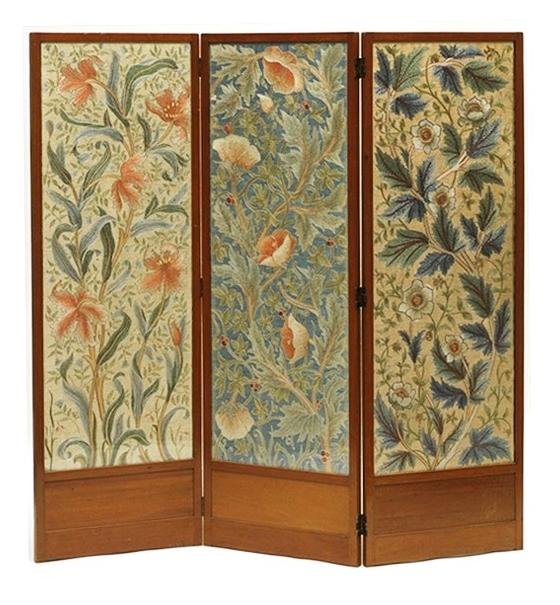
Ширма з текстилем
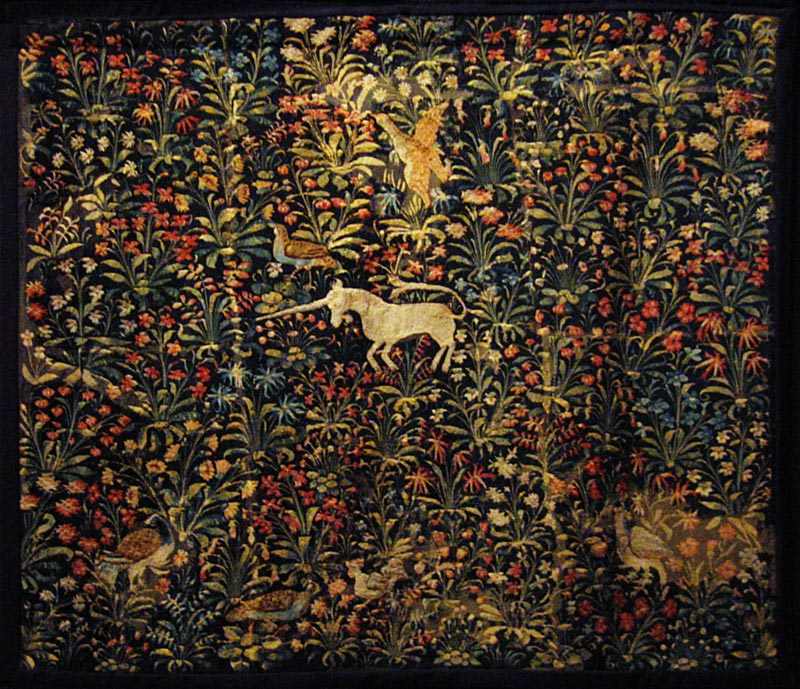
Французький мільфльор 15 століття
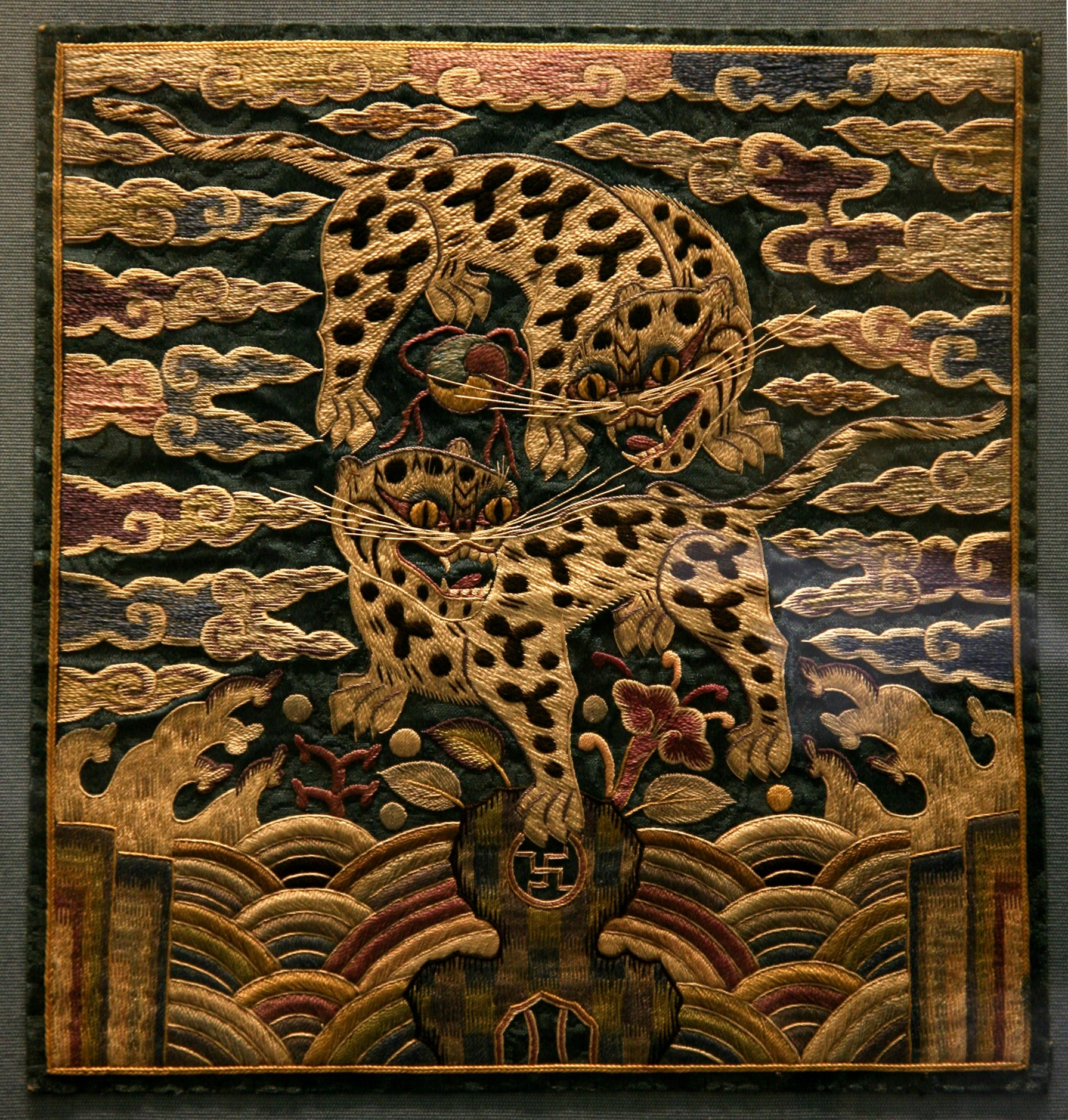
Корейська вишивка, династія Чосон, після 1850 р.
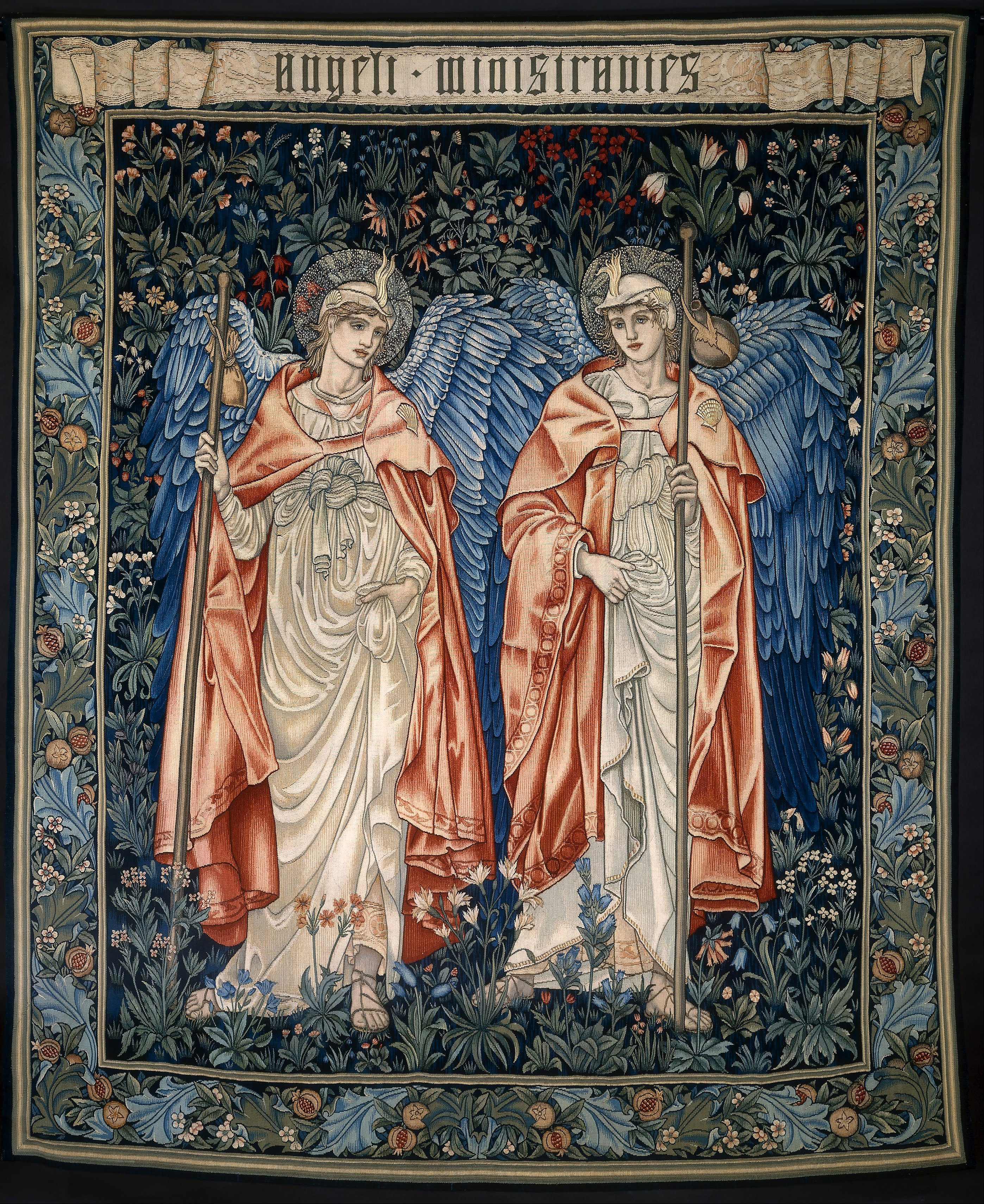
Гобелен «Янголи», ескіз Едвард Берн-Джонс, майстерні Морріс і кампанія, 1878 р.

### Ужиткове мистецтво Китаю

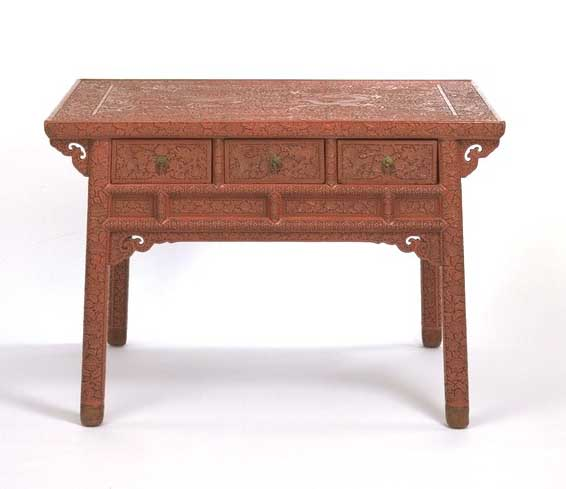
Стіл, лаковий виріб Китаю 15 ст.
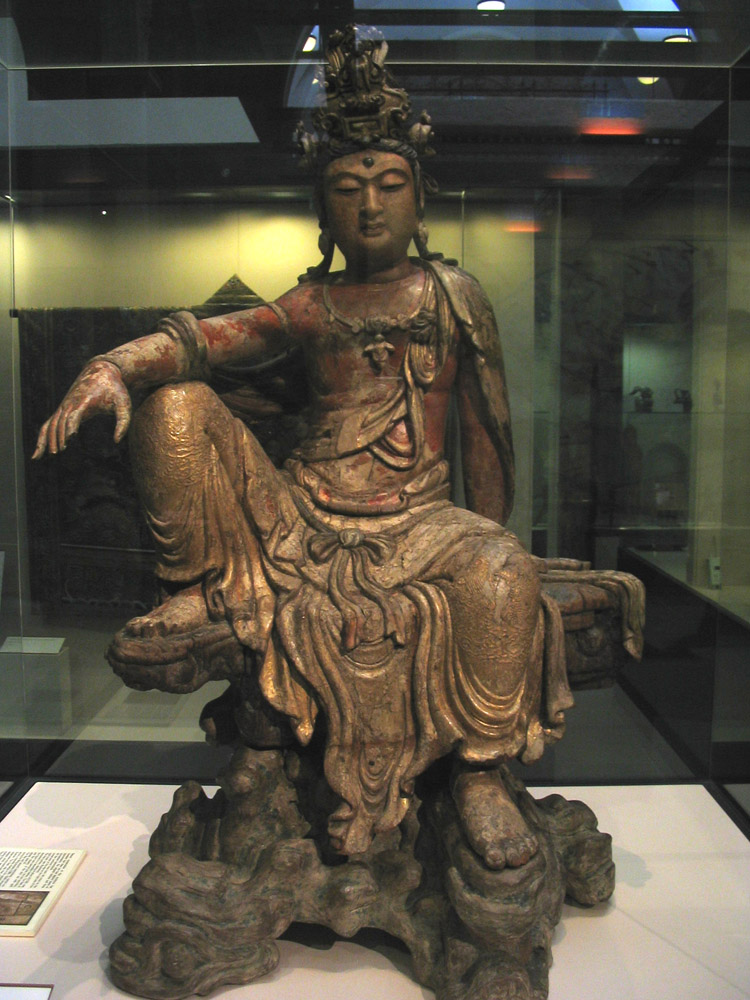
Бодісатва Гуанінь, середньовічний Китай
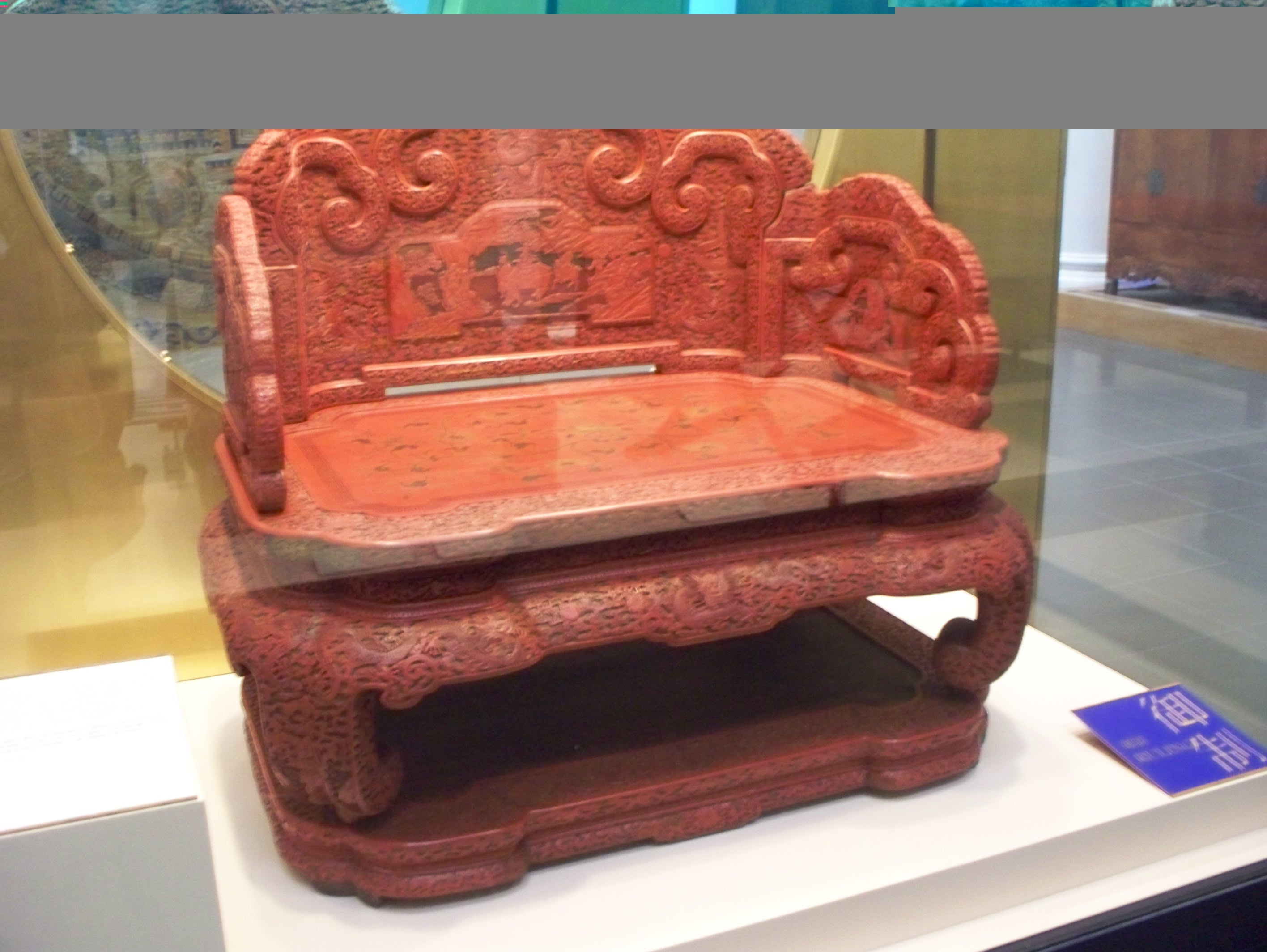
Трон китайського імператора династії Цінь, рожевий лак, різьблення
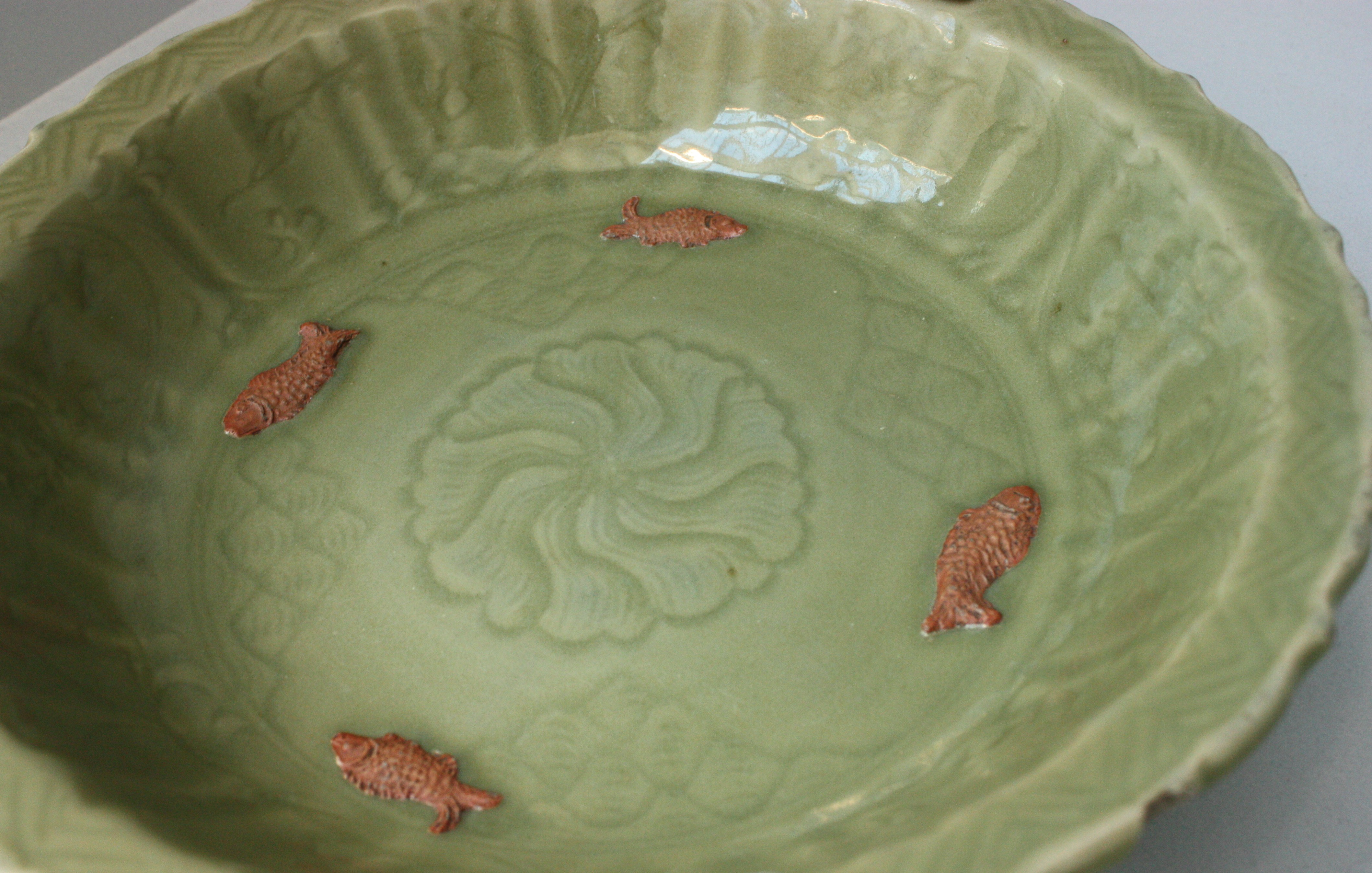
Порцеляна селадон

### Архітектурні фрагменти

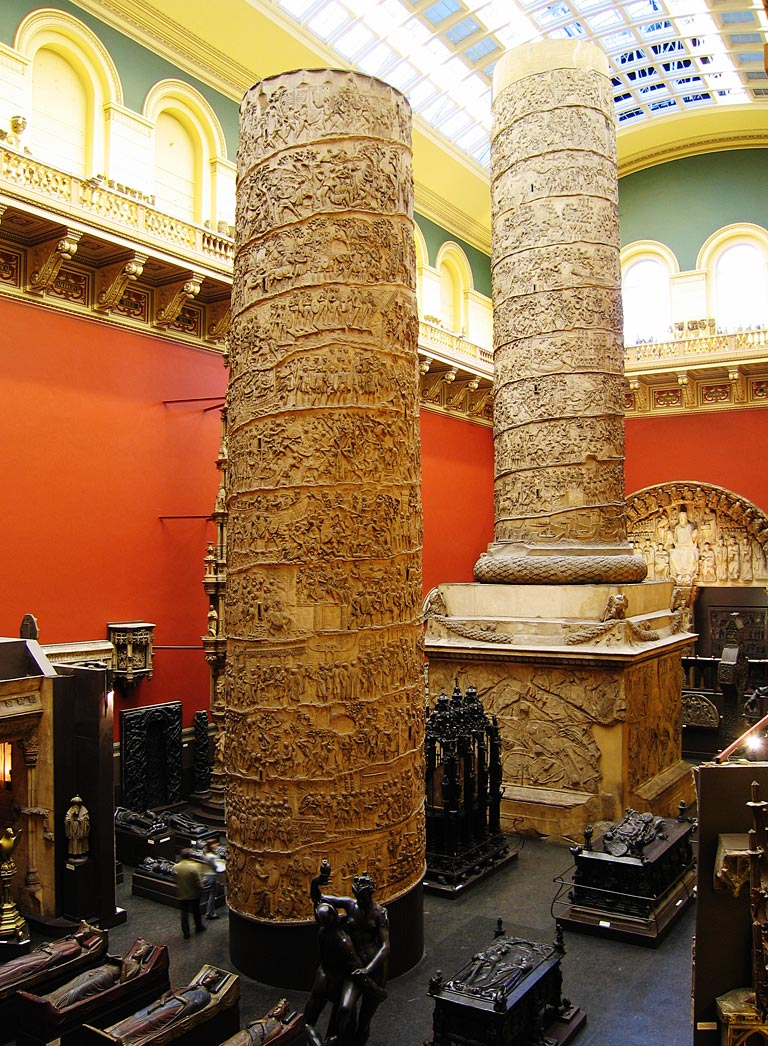
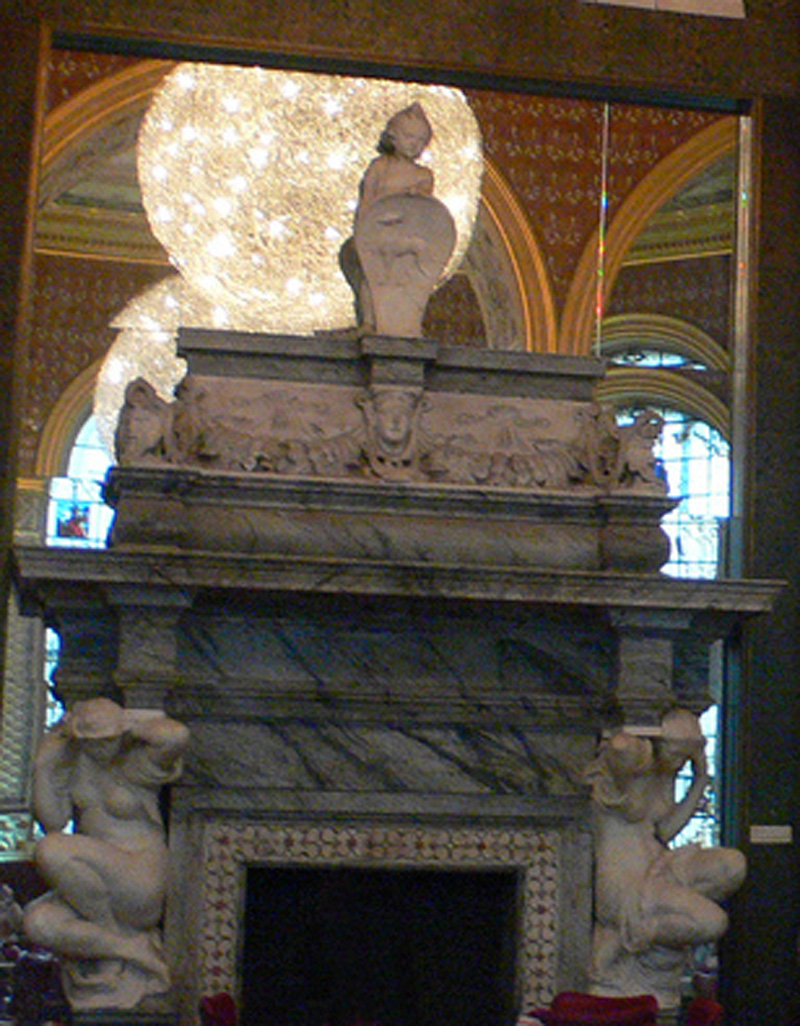
Камін з Дорчестер Хаус
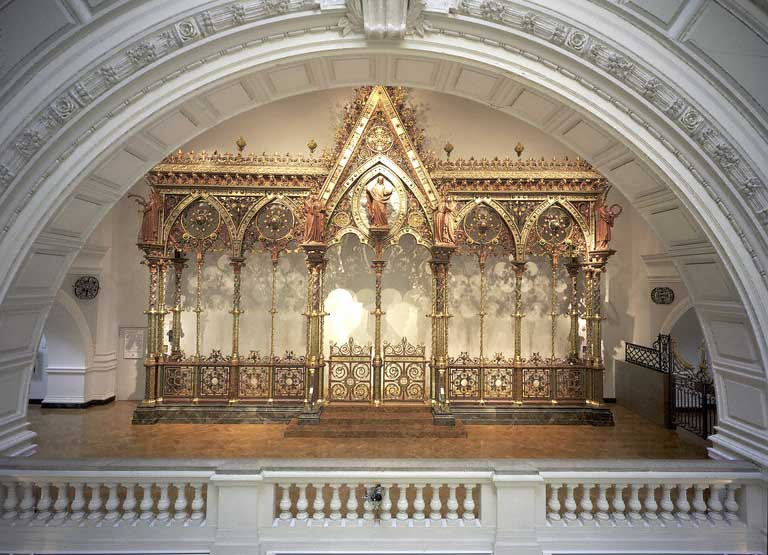
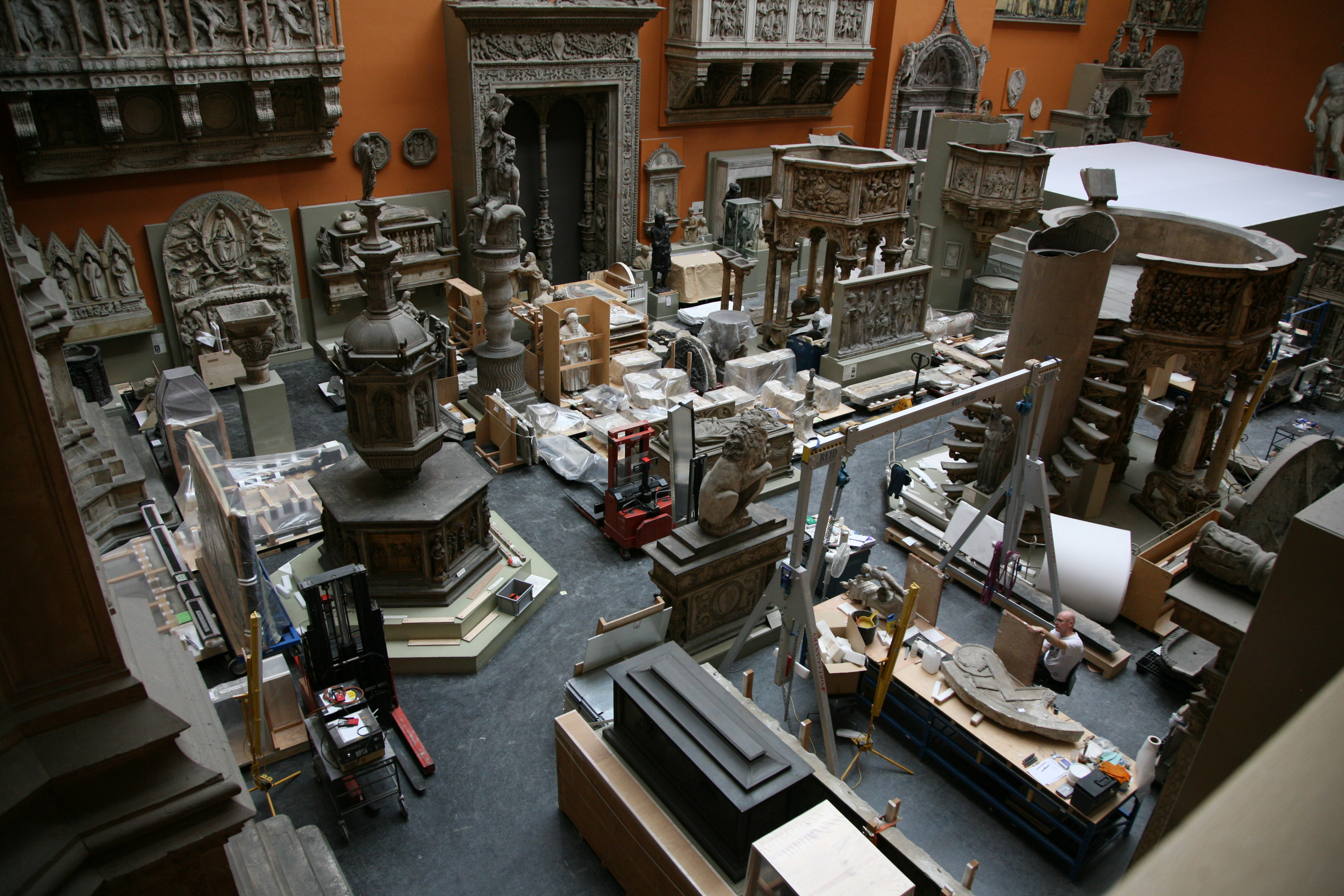